# 仮面ライダーオーズ/OOO
『仮面ライダーオーズ/OOO』（かめんライダーオーズ、欧文表記:KAMEN RIDER OOO）は、2010年9月5日から2011年8月28日まで、テレビ朝日系列で毎週日曜8時から8時30分（JST）に全48話が放映された、東映制作の特撮テレビドラマ。「平成仮面ライダーシリーズ」第12作に当たる。ハイビジョン制作（アナログ放送ではレターボックス放送）。
本作はベルトに装着する3枚のメダルによって、多様な仮面ライダーに変身することを特色とする。タイトルの「オーズ」とは、この3枚のメダルをアルファベット「OOO」で表したものである。
キャッチコピーは「俺が変身する!!!」。

## 概要
本作は人間の「欲望」をメインテーマとし、欲望から生まれる硬貨オーメダルと、メダルを巡る人間と怪人との争奪戦を描く。敵との戦いの中で新たなオーメダルを獲得し、強化していくという点において、初代『仮面ライダー』から続いている「敵の力を利用して敵に立ち向かう」というシリーズ最大の特徴がより前面に押し出されている。またキーアイテムの争奪戦、相棒、師弟、種族の苦悩など、平成仮面ライダーシリーズのテーマを複数取り入れているほか、ヒロイズムに徹した主人公の性格、主人公が異形の者へ変貌していく過程と狭間の苦悩といった昭和仮面ライダーシリーズの要素を組み込み、原点回帰の側面も持ち合わせている。
なお本作の放送終了後にはアンクやバースのVシネマの企画が構想されていたが、主要スタッフ陣が『特命戦隊ゴーバスターズ』の企画準備に取り組むことになったため実現しなかった。
2022年8月24日、本編最終回から10年後を描いた完結編である新作のVシネクスト『仮面ライダーオーズ 10th 復活のコアメダル』が発売された。

## あらすじ
裕福な政治家一族に生まれた火野映司はわずかな日銭と明日のパンツだけを持ち、世界を放浪する中で、彼は鴻上ファウンデーションが運営する鴻上美術館のアルバイトの職を得る。ところが、バイト初日、2人の先輩に睡眠薬を盛られて眠らされてしまう。2人の正体は美術品泥棒であり、彼らの欲望に呼応する形で鴻上美術館に所蔵されていたオーメダルの封印が解かれ、石棺から怪人グリードが800年の眠りから目覚める。ところが、グリードの一人・アンクは腕だけの状態で復活してしまったため、腹いせとしてほかのグリードの身体を構成するコアメダルの一部と変身ベルト・オーズドライバーを持ち逃げし、ほかのグリードもアンクを追うように街中へと逃亡する。この事態に備えて配備されていた鴻上の戦闘部隊ライドベンダー隊もあっけなく壊滅し、美術館も全壊してしまった。
全壊に際して目を覚ました映司は、室内に偶然落ちていた赤いメダルをアルバイト代と勘違いし、現場から持ち去ってしまう。その後、アンクは映司が自分のメダルを持っているところを見つけ、返却を要求する。だが、そこに他のグリードの分身ヤミーが乱入。ヤミーは駆けつけた刑事泉信吾らに重傷を負わせたうえ、アンクにも一方的に危害を加える。映司はアンクを含めた人々を救おうと無謀にもヤミーへ立ち向かうが、そんな彼を見たアンクは「利用できる」と判断すると、さらに2枚のメダルとオーズドライバーを映司に託す。
こうして映司は、オーメダルの力を使って戦う戦士仮面ライダーオーズとなり、メダルを巡るグリードたちの戦いに巻き込まれていく。
その後、瀕死状態の信吾の体に取りついたアンクは信吾の実妹・泉比奈の前から去ろうとするも、当の本人に見つかってしまったがために映司は事情を説明する羽目になる。その流れで彼女の勤務先である多国籍料理店・クスクシエに住み込みで働くこととなり、アンクもそこに居候する。また、アンクが鴻上ファウンデーションと取引を交わしたことで、言いくるめられる形になったものの、支援を取り付けることができた。一方、鴻上ファウンデーション傘下の鴻上生体工学研究所の所長・真木清人は美しい終末を夢見る中で、グリードの一人・カザリと接触し、コアメダルを集約する実験を行う。これにより、実験台にされたガメルとメズールという別のグリードたちは、融合して暴走したが、オーズによって倒される。この実験の後にヨーロッパへ赴いた鴻上と入れ替わるように、バースの最初の装着者・伊達明が来日する。
その後、真木はクスクシエ店主・白石知世子と出会い、自分の過去、ひいてはなぜ美しい終末に執着するのかについて語る。この出来事により、真木は自分の目的を再確認し、鴻上ファウンデーションから退職する際に、鴻上がヨーロッパで手に入れたアンク（ロスト）のミイラや、紫のコアメダルといった大量の物品を持ち出す。
後者を危険視していた鴻上は伊達を通じて真木を説得するも失敗に終わり、真木はとうとう自らにメダルを投じて新たなるグリードと化す。また、これと前後してカザリはアンク（ロスト）を傀儡とした軍団を作る。一方、ウヴァはメズールとガメルの復活に成功するも、2人はカザリとアンク（ロスト）の力への恐れや以前のウヴァによる裏切りを覚えていたため、ウヴァではなくカザリの方に行ってしまう。
アンク（ロスト）の消滅に伴いアンクが復活した後、メズールはカザリへの不信感からアンクの考えに真っ先に賛同する。そのカザリも真木に見捨てられた末に死を迎え、彼の独占していたコアはメズールの手に渡る。さらに、真木やグリードの仲介役が消えたことによって、彼女は他のグリードと共に真木とアンクから水棲系コアを手に入れることに成功する。
一方、映司はその欲望の隙間に収まる形で恐竜系コア5枚が体内に侵入し、真木と同じ恐竜系グリードに相当する存在（映司グリード）となる。それ以来ヤミーやグリードの感知といった能力の獲得や味覚の喪失といった肉体のグリード化が進行すると共に、映司が生命の危機に瀕することで恐竜系コアが力を発揮し暴走の危険性を孕むことになる。追い詰められる中、映司は仲間たちと協力して次々とグリードを撃破していく。
復活を果たしたアンクはヤミーの生成や炎を自在に操る能力も取り戻したが、コアを壊されたことで身体が不安定になり再び信吾の身体を無理矢理奪う形で憑依したことで映司の怒りを買い、決別する。その後、アンクは真木に接触し、彼からコアを受け取ったことで完全体へと姿を変貌させる。これで800年来の悲願がかなったが、どこか満たされず、クスクシエでの日々へ思いをはせる一方、グリードという存在への嫌悪が増し、命を手に入れる決意を新たにする。
アンクは一度映司を倒して恐竜系以外のコアを奪うものの、結局止めを刺せず、逆に映司を狙う真木を撃退した。これによりアンクは真木に提供されたコアの大半を奪われ、意思を内包したタカ・コアにヒビが生じる。だがそれでもなお自分が満足していることに気付き、その場に駆けつけた比奈に信吾の体をいずれ返すと伝え、映司のもとへと戻ることを決意する。
一方、真木は器の候補をアンクからウヴァに切り替える。真木からコアメダルがそろえられたウヴァは完全復活を遂げるも、真のオーズへと進化したオーズ タトバコンボのタトバキックを受け敗北する。真木が他系統のコアをウヴァに投入し続けたことでウヴァは暴走し、苦しみ悶えながら「メダルの器 暴走形態」に変貌する。「メダルの器 暴走形態」にはもうウヴァの心はなく、常に空中を浮遊しながら周囲にある何もかもをセルメダルへと還元・吸収していった。
そして、アンクは映司と共に、恐竜グリードと化した真木に挑む。映司が恐竜系コアの力で暴走するのを防ぐために、自分の残り全てのコアを映司に託し、タジャドルコンボへの変身を促し撃破する。恐竜グリードが倒されたとたんにブラックホールが現れ、「メダルの器 暴走形態」も内部から壊れていった。しかし恐竜グリードの消滅に巻き込まれて意識を内包したタカ・コアが割れ、最後に「お前たちといる間にただのメダルの塊が死ぬとこまで来た。こんな面白い満足出来ることがあるか」と、グリードが本来得られない満足感をおぼえながら映司に感謝の言葉を遺し、映司が伸ばす腕を示して消滅した。物語の最後には旅する映司の傍らにアンクの右腕の幻影の姿が映っていた。

## 登場人物

### クスクシエ
クスクシエの詳細は世界設定・用語を参照。
火野 映司（） / 仮面ライダーオーズ
本作品の主人公。定職・貯金・住居も持たずに各地を放浪している21歳の青年。一人称は「俺」。
旅好きである母方の祖父の「男はいつ死ぬか分からない。パンツだけは一張羅を穿いておけ」という遺言から、僅かな日銭と明日のパンツだけを持って暮らしている。作中を通してエスニック調のファッションを好んで着用している。世の中を達観した様子さえみせるマイペースな性格。しかし、長旅で何度も修羅場を潜ってきた経験から危険な状況や戦闘の渦中にあってもほとんど動揺することは無く、生身で屑ヤミーを退けるほど身体能力も高いが、ヘビだけは苦手で、恋愛や女性の心理に疎い。知世子に気に入られ、臨時バイトで訪れたクスクシエに比奈の説得もあって住み込みで働くこととなった。
元は裕福な政治家一族の出身。学生時代から困った人を助け、世界中の子供たちを救うことや世界を変えることを目標とし、多額の寄付や紛争地域への旅を行っていた。だがその寄付を内戦の資金に利用されて情勢が悪化し、アフリカの紛争地域の村で最初に心を通わせた少女を目の前で喪う。この時、武装勢力の人質にされたが、政治家である親の根回しにより自分だけ釈放され、さらにこの一件を「戦地を救った勇敢な政治家の息子」という美談に仕立て上げられた。この事件以来実家とは距離を置くようになる。また世界という現実の前での無力感や無思慮な善意で多くの人を犠牲にしてしまい自分だけが無事に生還してしまった罪悪感から心が乾いてしまい、自分の欲望と自らの命に対する執着を失っている。それ以降は母方の姓である火野を名乗るようになったがあくまで自称であり戸籍上の本名は違う。ゆえに周囲の願いやエゴを自らが引き受け、己の命さえ全く顧みない度を越えた自己犠牲はアンクや伊達から危険視されていた。欲望を持たないため、より多くの欲望を許容出来ることから欲望の結晶であるオーメダルを使用しても暴走することの無い、誰よりも巨大な欲望の持ち主であるオーズの器を持つオーズの最適合者、新たなる生命へと進化出来る真のオーズの資質を持つとして鴻上から期待をかけられていた。
アンク
映司に協力する鳥系グリード。タカの眼が掌に穿たれており、眼から入る情報に対しての欲望が強い。性格は捻くれておりケチでがめつく計算高く、常に相手に嫌味を言う。復活・憑依後に食べて初めて「美味い」と感じたアイスキャンディーを気に入る。
当初はヤミーの生成といった本来の能力をほとんど失っていたため、終盤までメダル収集や戦闘のほとんどをオーズに依存しているが、基本的にメダルはすべてアンクが保管している。
不完全な「モノ」でしかない自分を含めたグリードを脆い存在と嫌悪しており、バラバラにならない強い体や世界を美しいと感じそれを味わうことが出来る命を持つ完全な存在へと進化するために、自分以外を含めた全てのコアメダルを独占しようと暗躍する。その目的から800年前も他のグリードたちとは敵対、同じく全てのコアを欲した当時のオーズと結託するが、土壇場で裏切られ自分のコアを奪取される。最終的に当時のオーズがコアの力を制御できず暴走してしまい、自分のコアを取り戻そうと手を伸ばした結果、右腕と意思のみが身体から切り離され他のグリードと共に封印されてしまった。
封印を免れ取り残された体はミイラとして別に残り、後に鴻上の行動によりアンク（ロスト）として別に復活した（グリードを参照）。右腕と体が別々に復活しているため、アンクはいくら自分のコアを取り込んでもそれ以上実体化することが叶わず、完全復活のためには2人のアンクが一体化しなければならなくなっていた。
右腕だけの状態では行動が制限されるため、第1話でカマキリヤミーの襲撃を受け、瀕死の重傷を負った刑事の泉信吾の肉体に憑依して行動していた。宿主の頭に指を当てることでその記憶を読み取ることが可能であり、この能力で得た信吾の知識を利用し現代社会や技術に順応した。後に映司と共にクスクシエに居候し、仕事（コスプレ）をすることは拒むものの店には顔を出している。
基本的に人間のことは「欲望の塊」と蔑んでおり、ヤミーの宿主の命も一切顧みず、映司のこともメダル収集のための手駒としか認識していない。しかし映司の揺るがない信念から、人命を軽視する形での効率的なメダル獲得は事実上不可能であり、自身が無力なこともあって、映司との関係はあくまで「ヤミーを倒す」という一点でのみ繋がった均衡状態にあり、その点に関してはお互いの本質を誰よりも理解しあっている。
恐竜系コアメダルが映司の体内に侵入した物語中盤以降は、皮肉交じりではあるが気に掛けるようになり、利害だけでの関係ではなくなり、それまで冷淡だった比奈への態度も徐々に軟化させていく。
物語終盤ではもう一人の自分であるアンク（ロスト）に吸収されるも、比奈に自身のコアメダル1枚を渡していたことからオーズ プトティラコンボがアンク（ロスト）を倒したことで復活を果たす。しかしコアを破壊されたことで身体が不安定となり、再び信吾の身体を無理矢理奪ったことで、映司と決別する。その後は真木に接触し、真木の思い描くメダルの器として集めたコアを受け取り完全体となるが、満たされない思いとグリードへの嫌悪から、真木とも決別する。その際、提供されたコアの大半を奪われ、さらに真木の攻撃によって意思を内包したタカ・コアにヒビが生じ、映司の元へと戻る。そして、真木が変貌した恐竜グリードに映司と2人で撃破した際、タカ・コアが割れて消滅するが、グリードが本来得られない満足感をおぼえながら映司に感謝の言葉を遺す。
泉 信吾（）
グリードが起こした事件を追っていた、警視庁捜査一課の刑事。24歳。
グリード復活直後の鴻上美術館の事件の事情聴取で映司と知り合うも、遭遇したカマキリヤミーとの戦闘で瀕死の重傷を負い、アンクに憑依されて命を取り留めた。表向きには失踪扱いになり、後に事情を知った妹の比奈によって休職扱いとなる。アンクが憑依すると整った黒髪から金髪の派手なヘアスタイルに変化する。大抵は怪人態として右腕のアンクが実体化しているが、人間の腕に戻ることも可能。
刑事としては優秀で、妹想いの優しい性格。しかし、食事の前に勝手に料理をつまみ食いするなど少々行儀の悪く、大食いな一面もある。PCやiPhoneなどのデジタルデバイスマニアでもあり、比奈に文句を言われるほどのめり込んでいた。
アンク憑依当初はアンクが離れると、生命が10分も持たない状態にあり、アンクの行動範囲を広げる道具であると同時に、映司を従わせるための人質として使われている。その後は身体の傷が治癒したことで、アンクが憑いていなくとも生命に危機が及ぶ事態にはならなくなり、一度ユニコーンヤミー戦で意識を取り戻し、第41話にてアンクがアンク（ロスト）に取り込まれた後で体と意識を取り戻し、比奈との再会を果たす。
アンクに憑依されている間の記憶は残っており、自身や比奈のために戦っていた映司の想いを理解して助けになると決意した。そのためメダルの特性やコンボの特徴などについては熟知していたものの、アンクと違いノーコンであることが判明し、映司にメダルを受け渡す練習には四苦八苦していた。
アンクの復活後は再び体を憑依され、欠けた鳥系コアを補うための他系統コアの『器』に利用されるが、最終回ではアンクから完全に解放され、警察官に復帰した。
泉 比奈（）
服飾系専門学校「MUSIKAファッションカレッジ」に通う少女で、信吾の妹。18歳。両親は既に他界しており、唯一の家族である信吾を慕っている。
華奢な見た目とは裏腹に「ふんにゅ～う!」という掛け声と共に260 kgのライドベンダーを軽々と持ち上げるほどの人並み外れた怪力の持ち主で、それが元でクスクシエのバイトに採用される。
街中で困っていた映司を助けたことで偶然知り合い、後に映司から信吾がアンクに乗っ取られていることやヤミーやオーズの存在を告げられる。ショックを受けながらも、映司を説得してクスクシエの住み込みバイトを了承させた。事情を知ってからはヤミーの探索を進んで手伝うことも多く、また困っている人を放っておけない性格のため、人助けの際にはためらうことなく持ち前の怪力でグリードに立ち向かうこともある。
当初は映司のことを「火野さん」と呼び敬語を使用していたが、映司がクスクシエで働くようになってからは「映司くん」と呼びタメ口交じりで話しており、アンクのことも名前で呼ぶようになった。
当初はアンクを信吾と誤解したが、映司から事情を聞かされて以降はアンクを「信吾の生命を維持している怪物」と認識し、アンクの見張りや抑止力となっている。また、それまでアイスキャンディーしか口にしていなかったアンクに、信吾の体調を維持させるためにアイスキャンディー以外の料理を食べさせている。映司やアンクと関わっていくうちに、映司の歩んできた過去や他人に手を伸ばす彼自身の思いを理解していき、自分が映司に対して手を伸ばしたいと考えるようになり、アンクに対しても別離を拒むなど情がわいてきている。
物語の終盤でアンクが余命幾ばくもない状況になり、自分にはもう何もできないことを悟るが、それでも残された時間の中でアンクと映司がもう二度とバラバラにならないように繋ぎ止めていくことに決心を固め、最後の戦いを見守り続ける。
白石 知世子（）
「クスクシエ」の店主。30歳。
誰にでも分け隔てなく接する人懐っこく常に明るいポジティブな性格で、面倒見が良い。日頃は寛容かつ温厚だが、いざという時はかなり過激な性格が顔を見せる。その上腕っ節も強く、複数の警官と素手で戦える。
バイトを名目に、住所不定だった映司とアンクを強引にクスクシエに下宿させている。容姿が真木の死別した姉の仁美に瓜二つであることから、真木に関心を抱かれている。
グリードなどの戦いの事情は知らず、アンクについては映司から「悪い環境で育ったため汚い日本語しか話せない、世間知らずで引きこもりの外国人青年」と吹き込まれており、実体化した姿を見ても店の特性上コスプレの類と解釈しており、まったく物怖じしない。アンクを更生させるべく彼を「アンクちゃん」と呼び、積極的かつ強引にコミュニケーションを図っており、アンクを閉口させる数少ない存在となっている。
また肝も据わっており、物語終盤では信吾が店の中からいきなり現れても驚くことなく比奈に引き合わせたり、オーズやアンクに関する全ての事情を比奈から聞いてもすぐに理解、悩む比奈に対し、「全てを助ければいいだけの話」と比奈の肩を押した。
最終決戦の直前、クスクシエの店内に真木の人形が残されているのを見つける。その後もクスクシエを営業しており、久しぶりに来店した比奈たちを温かく迎え、テレビ電話で映司と連絡を取っている。

### 鴻上ファウンデーション
鴻上ファウンデーションの詳細は世界設定・用語を参照。便宜上初登場した時ファウンデーションに属していた人物を本節に記載している。
鴻上 光生（）
鴻上ファウンデーションの会長。43歳。
強面の外見に似合わずケーキ作りが趣味で、会長室に最新のキッチン設備を設置している。記念日や誕生日など何かにつけてケーキを作成し贈呈している。音楽も嗜んでおり、誕生日の歌をピアノで奏でることもある。常に抑揚を付けた異様なテンションの口調で喋り、「素晴らしい!」「ハッピーバースデー!」が口癖。人当たりは良いが、口先だけでアンクを手玉に取るほどのしたたかさを見せる。
人の欲望が持つ力に魅せられており、素直に欲望を示すことを礼賛しているほか、欲望が世界を救うことを信条としており、現代を「飽和し伸び悩む世界」であると彼なりに憂いて「欲望による世界の再生」を目的として掲げ、欲望の結晶であるオーメダルを追い求めている。
メダルを奪い合うことになるグリードやオーズの復活も「よりメダルを効率的に集める手段になる」として歓迎しており、オーズやアンクに対してはツールを提供することの代償として「回収したセルの60%を鴻上ファウンデーションに譲渡する」という契約を結ばせた。コアにも興味を示しており、極力残しておくべきだと考えているが、欲望を無に帰す恐竜系コアだけは危険視しており何としても排除すべきだとしている。
部下に関しては仕事に対する忠実さや矜持以上に、それらを無視してでも自分の欲望に忠実でハングリー精神のある者を評価する。ゆえに真木の暗躍を察知しながらも「純粋な欲望による者」として寧ろ歓迎し、バースの装着者に伊達を選んだ理由も、彼が「一億円稼ぐ」という欲望に忠実なためである。逆にプライドが邪魔して欲望に忠実になれない後藤を自己流の表現方法で激しく批判していたが、同時にその成長に期待もしていたようで、伊達に後藤がバース装着者に相応しい資質を持つ人間となるべく育成も任せていたことが伊達の退職間際のやり取りで明かされている。
メダルを収集する最終目的や残りのコアメダルの在り処などは当初映司らに語らなかったが、真木と違い人命を顧みない行動をとるような非道な行いをすることは無く、映司と対立するようなことは無かった。
無欲な映司に対してはより膨大な欲望を許容できるオーズの器を持つ人間として期待をかけており、彼のグリード化を止める策として、彼の失った自分自身に対する欲を取り戻すことを提案。やがて映司の欲望が目覚めたのを確認すると、彼を真のオーズに覚醒させようと大量のセルメダルを用意する。暴走したメダルの器があらゆるものをセルメダルに変換した際に鴻上ファウンデーション本社ビルも損傷を受けたが、本人は崩壊しかけていた部屋の中で誕生日の歌を歌いながらバースデーケーキを作成し続けるというタフぶりを見せていた。
戦いが終わった後も変わらず会長室でケーキを作る日々を送っている。
里中 エリカ（）
鴻上光生の秘書。21歳。
鴻上の仕事を補佐すると共に、映司たちに彼のメッセージを伝える役目を負う。指令によっては、オーズらの戦闘にも飛び込みエージェントとしての役割を果たすこともある。
鴻上の「欲望に忠実であれ」を体現したかのようなマイペースでアンニュイな性格の人物で、業務は常に無愛想な態度や派手な格好で行い、有効的に有給休暇を使うほか、定時に帰り、残業などの時間外労働を徹底的に拒む一方、給料さえ出れば全て仕事だと割り切る。それでいて、映司や後藤たちのサポートに積極的に駆けつけたりと仲間思いの一面も見られ、最終回ではクスクシエで笑顔を見せていた。
かなりの大食いで、会長室にいる時はたいてい鴻上が趣味で作るケーキの処理役を任されているが、自身は辛党。
戦闘時には服装やメイクを念入りに変えるのがポリシーで、ライダースーツやゴスロリ服などのこだわりを持つ。
後藤がバース装着者として正式に認められてからは彼のチームパートナーとなる。マイペースさはそのままだったが、戦闘では後藤も認めるほどの銃さばきや格闘技など高い戦闘力を見せている。
後藤 慎太郎（） / 仮面ライダーバース / 仮面ライダーバース・プロトタイプ
鴻上ファウンデーション所属のライドベンダー隊第1小隊隊長→秘書補佐。22歳。
映司とアンクに接触しツールを提供すると同時に、彼らを監視する任務を負う。かつては警察のエリート刑事であったが、「世界の平和を守る」という理念に賛同して組織に入る。部下のライドベンダー隊員はほとんど登場せず、単独で行動することが多かった。
任務に私情を挟むことは無いが、グリードであるアンクには敵意を隠さない。またプライドも高く、自らの「世界平和」という高い理想やグリードに対して無力な現状の狭間で葛藤することも多い。世界平和より目先の人助けに奔走する映司がオーズに選ばれたことに不満を抱き、当初は鴻上がオーズを全面支援する方針にも反感を持っていた。しかし、常に目の前のことに必死な映司のひたむきさこそが自分に足りないものと認識を改め、映司に協力し、アンクにも徐々に態度を軟化させた。一時期はバースの力を手に入れるべく真木に接近したこともあったが、一般人を巻き込むことも辞さない真木には頭を下げることは出来ず、早々に決別している。
その後トレーニング中に行き倒れたところをクスクシエの面々に助けられ、彼女らへの恩返しや気持ちの切り替えのため隊員を休業し、死んだ気になってクスクシエのアルバイト店員となる。真木とは縁を切ったものの、自身が戦う力＝バースのことは諦めておらず、その変身出来る素質を見極めるため、当時の変身者だった伊達を師のように仰ぎ、以前には見られなかった柔軟な態度や考え方を見せるようにもなった。
後にグリードやヤミーについてさらに情報を集めるため鴻上ファウンデーションへ復帰し、長期離隊によりライドベンダー隊長からは外され、里中の補佐としての任を与えられる。そしてグリードたちの攻撃を受けて倒れた伊達からバースとその信念を引き継ぐ。伊達との特訓や実戦で力をつけていたため3体のグリードを圧倒するほどの戦闘能力を持ち、初装着ながら目覚ましい活躍を見せた他、バースに取り付けられていた自爆装置を密かに取り外していた。以降は伊達の辞任に伴い、鴻上からも正式にバース装着者として任命される。伊達とは異なり、変身時のセルメダルをリストバンドに収めているほか、ハードシェルのリュックに詰めている。サポートをする里中のマイペースに振り回されがちだったが、程なく彼女のペースを把握し、割り切った行動も取れるようになる。
「医者にとって重要なのは自分が死なないこと」として極力無茶な戦い方を避けていた伊達とは異なり、危険を顧みない捨て身の戦法をよく用い、その戦い振りを見たアンクに「伊達よりひどい」と言わしめた。
戦いが終わった後は警察官に復帰した。
真木 清人（）
第9話より登場。鴻上生体工学研究所の所長。35歳（第29話で誕生日を迎えている）。一人称は基本的に「私」だが、人形から離れると「僕」になる。
ライドベンダーやバースといったメダルシステム開発の功労者。劇中では主に「博士」あるいは「ドクター」の敬称で呼ばれる。
眼鏡をかけ、研究室内や室外問わず、黒ずくめの服を着用。スキンヘッドの小さな人形（作中では呼ばれないが「キヨちゃん」という愛称がある）を左腕の上に乗せて常に傍らに置いている。普段は無表情で抑揚のない話し方をする一方、この人形に対して話しかける形でなければ他人と直接会話ができず、人形が離れると突如として精神が乱れて狼狽する。また、他人に触られることや自分が観察されることを何よりも嫌い、研究室に居候する伊達の大雑把な行動に不満を持っている。
鴻上とは対照的に、終末に大きな価値を見出しており、「物事は美しいままに終わりを迎えて初めて完成する」という考え方を理念とし、世界に良き終わりをもたらすことを使命として活動する一方、活動の過程でいかなる犠牲が出ようと気にしない。研究室には「来たるべき終末」を表した絵画が飾られている。「良き終末を」が口癖。
鴻上とはメダルの持つ力に価値を見出した者同士として基本的に主従関係を保っていたが、自分とは正反対の方針を唱える鴻上の下では使命の達成を見出せず、オーズに不満を抱く後藤を唆したり接触してきたカザリと結託したりと、財団で働く傍ら様々な暗躍を行っていた。
その後カザリの能力によって自分自身に恐竜系コアを投入してその器となり、グリードの誰かを完全復活・暴走させた後、最後に自身がそのグリードを始末することで世界を無に帰そうとする。またヤミーを生み出し無差別殺人やオーズ撃破のための作戦を展開する。カザリ・メズール・ガメルに対して指揮権を行使すると共にメダルの管理権を一手にし、事実上グリード勢力のリーダーとなる。
伊達 明（） / 仮面ライダーバース / 仮面ライダーバース・プロトタイプ
仮面ライダーバースの最初の装着者。30歳。好きな物はおでんで、甘いものは苦手。
職業は医師で、かつては医療が満足に受けられない世界各国で活動を行う医療チームに所属し、「戦う医者」の異名を取っていた。筋骨隆々とした体躯を持ち、大量のセルメダルやバースのマニュアルを詰めたミルクタンクを肩から担いで持ち歩いている。
豪快かつ大雑把な性格をしており、他人への説明は面倒、専用のマニュアルを読むのも嫌ということで、バースの取り扱いも「適当に触っときゃ何とかなる」と実戦で使い方を覚えていくスタイルを取っている。その一方で、医者というだけあって自分自身に対する雑さとは裏腹に観察眼は鋭く、女心の機微にも敏感である。紛争地域でも自分たちに撤収命令が出た時のことを危惧しており、現地に医療関係の学校を作ることを夢見ていた。
映司に対しては友好的で、共闘することも多いが、一方で映司の極端に自己犠牲的なスタンスは「目的が何も無いのに戦うのは不気味」「若いのに色んなことや自分からも引いてる」として懐疑的に見ていたが、人の良い本性から放っておくことは出来ず、度々忠告や助言を行った。
アンクを「アンコ」と呼んでおり、よくヤミーとの戦闘後にセルメダルを巡って喧嘩になっている。
日本では生体研究所の真木の研究室に寝泊まりしているが、野宿同然のアバウトな生活や積極的に絡みにくる姿勢は、神経質な真木のストレスの種になっている。
過去紛争地域での医療活動中に巻き込まれて頭部を撃たれ、生還はしたものの左後頭部内に銃弾（.45ACP弾）が残っている。摘出手術のリスクが高いことから、海外の闇医者に手術を依頼しようと考え、高額な費用を捻出すべく鴻上のスカウトを受けてセルメダルの収集を目的に雇われ、「報酬で一億円稼ぐ」という強い野心を抱いていた。このため、一部の人物を除き、セルメダルに関しては報酬のためオーズにも渡さず自身が独占することを公言している。一方コアメダルに関しては契約の範疇外であるためか興味は薄く、コアメダルを奪われた映司とアンクの奪還作戦に協力した際も取り戻したコアメダルをあっさり2人に渡している。
バースとして戦うことを願う後藤の気持ちを察し、彼の戦闘能力の不足を指摘すると共に、「一億円稼いだら後を任せる」と約束し、練習のためにバースバスターを預け時に協力をさせている。
その後、手術を終えて帰国。里中からバース・プロトタイプを受け取り、後藤と共に再びグリードと戦う道を選ぶ。最終決戦でもメダルの器の生み出した大量の屑ヤミーから一般人を守るため活躍した。
戦いが終わった後は海外で医師として活動している。また日本に帰国した際には比奈たちと共にクスクシエに来店しており、この際に初めて信吾と対面した。

### その他の人物
先代オーズ
800年前の回想シーンに登場。変身者は当時のヨーロッパのある国の強欲な王で、アンクによるとその人物像は「欲望の塊」だった。
様々な動物の力が収められたコアメダルを錬金術師たちに作らせたが、10枚の中から1枚を取り除いたことで、欠けた1枚を埋めたいという欲望からグリードが誕生する。その後、メダルを取り返すために、取り除いた各系統の1枚を組み合わせて、オーズに変身。グリードたちを裏切ったアンクと結託し、グリードからコアメダルを奪うも、アンクを裏切り彼のコアメダルを奪取。最終的にグリードから奪った15枚のコアメダルを一斉にスキャンしたため、メダルの力が暴走。その体が石化していき、メダルを取り返そうと分離したアンクの右腕やグリードを巻き込み、メダルを封印する石棺となった。鴻上はこの暴走を含めて、彼もグリード化した人間だったと推測している。鴻上の先祖であり、舞台作品「ファイナルステージ」では鴻上役の宇梶が兼任している。
800年前の事件が残された羊皮紙に描かれた文書では剣と盾を装備している。
真木 仁美（）
真木の歳の離れた姉で、知世子と酷似した姿をしている。1958年に生まれ、1986年に死去。
両親を亡くした真木の親代わりとして彼を育て、真木の優秀さを見出すとともに、「物語がエンドマークで完成するように、人もまた死で完成する」という見識を教え、真木の歪んだ人格形成に影響を与えた。
結婚が決まり真木家を出ることになるが、結婚式の前日、それまで世話してきた真木を疎ましく感じるようになり、一方的に突き放すような行動をとる。結果、彼女が変わってしまうことを恐れた真木の手で寝室に火を放たれて死亡する。また、キヨちゃんはもともと仁美が結婚する際に自分の代わりとして押し付けたものであり、真木は彼女の形見として肌身離さず持っている。
当初は優しい性格と思われたが実際は腹黒い性格だったようで、真木は腹黒い方が「本当の姉さん」で、自身の行為によって「優しく微笑む姉さん」として自分の中で完成したと述懐している。

## 仮面ライダー
本作品のキーアイテムオーメダルの力で変身する戦士の名称。オーズに対しては「仮面ライダー」という単語は鴻上が使用することが多いが、通常は使用されない。ただし他作品の仮面ライダーと競演する映画では「仮面ライダー」を名乗っているほか、第27話では映司が自身を仮面ライダーと認識した上で他の人物と会話している描写がある。またバースは開発段階から「仮面ライダー」の名称が使用されている。

### 仮面ライダーオーズ
火野映司がオーズドライバーとコアメダルを使用して変身する仮面ライダー。肉体の表面は黒い強化皮膚オーズアーマーに変化している。胸部にある円形のプレートオーラングサークルはオーズの象徴が具現化されたもので、コアメダルから得たエネルギーを全身に供給し、循環させている。プレートは上から順にオーラングトップ・オーラングミドル・オーラングアンダーの3部位に分割されており、それぞれに使用したコアメダルのモチーフとなる生物の顔の図柄が描かれる。オーラングサークルからは頭部や四肢に向かってエネルギー流動路ラインドライブが伸びている。
オーズドライバーに装填するコアメダルの組み合わせに応じた様々な形態に変身することができ、同系統のメダルを組み合わせた場合はコンボ、複数系統のメダルを混ぜ合わせた場合は亜種となる。コンボ形態は強力である反面、肉体への負担も大きくなるため、はじめは亜種形態で敵にダメージを与え、とどめを刺す際にコンボ形態に変身するという戦略が主に用いられた。亜種形態でもメダルの力を解放するスキャニングチャージによる必殺技を放つことは可能であり、亜種に倒されたヤミーも多い。テレビシリーズに登場したコンボ形態は7フォーム。亜種形態は理論上119フォームの組み合わせが可能である。そのほかに映画などの他媒体に登場した特別な形態がいくつかある。
オーズの変身システムは、現在のドイツ近辺に800年前存在した小国の、強欲な王のために4人の錬金術師たちが創り出した物である。コアメダルは各系統10枚ずつ創られたが、そこから1枚を取り除いたところ、「欠けた部分を埋めたい」という欲望がコアメダルに宿り、怪物グリードを生んだ。王は取り除かれていたメダルを用いてオーズに変身し、グリードと戦いを繰り広げて残りのメダルを奪還するが、集まったメダルの力を制御できずに暴走。王の体は石棺となり、コアメダルはその中に封印されたのだった。オーズドライバーも同様に石化していたが、現代に蘇ったグリードたちに対抗するため、アンクが持ち出して映司に与えた。現代においてオーズに変身できるのは、封印を解いた人物である映司のみである。
ツール
オーズドライバー
仮面ライダーオーズの変身ベルト。通常はバックル部分オーカテドラルのみの状態で携行され、装着者が腰に当てることでベルトが伸長し、体に固定される。それと同時に、コアメダルをスキャンするための装置オースキャナーが右側に、メダルを収納するオーメダルネストが左側に出現する。
3枚のコアメダルをメダクリスタに装填したバックル中央の覚醒装置オースレイターを斜めに傾けることで、メダルに封じられた生命エネルギーの流動路フォースドライブが完成。オースキャナーで読み取り動作を行うことにより、メダルの力が人間に利用可能な状態に変換され、装着者の肉体にオーラングサークルを刻み付けて、仮面ライダーオーズへと変身させる。
通常のスキャンの際はコアメダルの種類が読み上げられ、コンボ状態のときは歌のような音声で表現される。また、必殺技発動時にはオースキャナーを使用したスキャニングチャージによりコアメダルの力を高める。
メダジャリバー
仮面ライダーオーズ専用の大型剣。第2話において鴻上が「オーズ誕生の記念」として、後藤を介して贈呈した。開発者は真木清人。
主にタトバ コンボ時に使用され、テレビシリーズ後半ではメダガブリューとの二刀流も用いられた。
刃の部分ジャリバーエッジは、鴻上ファウンデーションが独自に開発した未知の新素材ストロンジウムでできており、どんな強固な物体も切り裂くことができる。セルメダルを投入口メダルインジェクションに入れると、刀身内部の保管用ユニットボックスクリスタルユニットに装填され、ジャリバーエッジにエネルギーが供給される。

必殺技
オーズバッシュ
メダジャリバーにセルメダルを3枚投入し、オースキャナーで読み取ることで発動する。
敵もろとも周囲の空間を切り裂くと、数秒後に敵だけが爆発して、分断された周囲のものは元通りに修復される。

#### タトバ コンボ
タカ・トラ・バッタのメダルを使用して変身する基本コンボ。映司が初めて変身した形態であり、また800年前の先代オーズもこの形態を基本としていた。オーズのコンボ形態の中では例外的に属性が異なるメダルで変身しており、他のコンボのように体力の消耗が大きくないため多用される。
タトバ コンボは他のコンボ形態に比べると決定力に欠ける面があったが、800年前の先代オーズが用いた「10枚目のコアメダル」による変身で真の力を引き出した際は、プトティラ コンボでもかなわなかったウヴァ完全体を圧倒した。
グリード化が進行した映司が変身した際には、本来緑であるタカアイの色が紫に変化したタトバ コンボ パープルアイとなり、破壊本能に突き動かされるままアンクを襲った。
部位
タカヘッド
複眼タカアイの色は緑。額の超感覚センサーオークォーツはガーネット色で菱形をしている。
非常に視力が高く、最大で8キロメートル離れた人間を識別できる。
トラアーム
筋力に優れ、1メートル大の鉄塊を持ち上げることができる。
前腕部を覆う強化外骨格トラガーディアには折り畳み式の鉤爪型武器トラクローが付随しており、強化コンクリートの壁も切り裂く。
バッタレッグ
跳躍力に優れ、能力を最大限に発揮する際には足先がバッタ脚へと変化する。

必殺技
タトバキック
バッタ脚に変化したバッタレッグで跳躍し、空中で赤い翼を展開。タカアイで捕捉した敵へ、赤・黄・緑の3つのリングをくぐり抜けながらエネルギーを帯びた飛び蹴りを叩き込む。破壊力は80トン。

#### ガタキリバ コンボ
クワガタ・カマキリ・バッタのメダルを使用して変身する昆虫系コンボ。ボディカラーは緑だが単一色ではなく、クワガタはメタリックグリーン、カマキリは黄緑、バッタはやや濃いグリーンと細かく塗り分けられている。
ガタキリバ コンボは多数の分身体を作り出すことができる強力な形態だが、体力の消耗も激しいため使用頻度は低く、巨大な敵や大量の敵との戦いに限られた。また『ネット版 仮面ライダーオーズ/OOO ALL STARS 21の主役とコアメダル』では、CGによる分身の作成にコストがかかり過ぎることが、登場回数の少なさの理由として挙げられている。
部位
クワガタヘッド
複眼クワガタアイの色はオレンジ色。額のオークォーツはエメラルド色の逆二等辺三角形。
背面までカバーするほど視野に優れる。クワガタの顎を模した額の角状の防護用外骨格クワガタホーンは、ガタキリバコンボ時に分身体同士の連携を図る通信アンテナとして機能する。
また、クワガタホーンからは広範囲に電撃を放つことができるが、劇中では亜種形態でのみ使用された。
カマキリアーム
瞬発力に優れる。
前腕部を覆うカマキリガーディアにはブレード状強化外骨格カマキリソードが収納されている。ソードは戦闘時に伸長し、逆手に構えて扱う。
バッタレッグ
タトバ コンボの項を参照。

必殺技
ブレンチシェイド
最大50体までの分身体を作り出す能力。分身体には実体があり、変身者の意志に基づいて個別に自律行動する。
ただし、分身体の疲労はすべて変身者ひとりが担うことになる。
ガタキリバキック
分身して一斉に跳び蹴りを叩き込む。
ボンディングエイトクラッシュ
8体の分身体がそれぞれタトバ・ガタキリバ・ラトラーター・サゴーゾ・タジャドル・シャウタ・プトティラ・ブラカワニの8大コンボに変身し、一斉に必殺技を放つ。なおこのとき、なぜかガタキリバ コンボから同じガタキリバ コンボへの変身も行われている。

#### ラトラーター コンボ
ライオン・トラ・チーターのメダルを使用して変身する猫類系コンボ。ボディカラーはライオンが金色、トラが黄色、チーターが薄い黄色となる。
トラクローとチーターレッグを使用して高速で敵を仕留める戦法を得意とするほか、ライオンヘッドからの熱線放射もあり、戦闘能力は高い。その反面コンボの中でも特に制御が難しく、変身者への肉体的な負担も大きい。
荒ぶるトライドベンダーを乗りこなせる唯一の形態であり、騎乗時はトライドベンダー側に余分なパワーが伝達して肉体にかかる負荷が抑えられるため、タトバコンボ以外で唯一コンボの安定使用が可能となる。
部位
ライオンヘッド
複眼ライオンアイの色は青。額のオークォーツはトパーズ色の爪型をしている。
暗所でも物体を視認できるほか、視覚外でも地形を正確に把握できるほど聴力に優れる。たてがみライオネルフラッシャーで光の乱反射を起こし、敵の目を眩ませることが可能である。
トラアーム
タトバ コンボの項を参照。
チーターレッグ
走り出してから100ミリ秒で最高速度に到達し、かつ筋肉から発生した膨大な余剰熱をチーターラムジェットの窪みエアロチューナーから蒸気として噴射することでさらに加速する。連続蹴りリボルスピンキックは、ヤミーの肉体を構成するセルメダルを削り取る威力がある。つま先チーターアグソールの特殊筋肉の働きにより、足音を消すことで隠密行動も可能。
ただし制御が難しいためラトラーター コンボの姿ではあまり能力が使われておらず、パワーが抑えられたタカトラーターなどの亜種形態での活用が多い。

必殺技
ラトラーター コンボの必殺技は資料間での異同があるため、両論を併記する。
ガッシュクロス
前方に出現した3つの光の輪を潜り抜けながら急接近し、トラクローでX字に切り裂く。
『超全集』では、熱線を放った後に加速して敵を切り裂く技とされている。
ライオディアス
体内に蓄積したエネルギーを熱線に変換して全身から放つ。
『超全集』では、熱線を放たずに加速して敵を切り裂く技とされている。

#### サゴーゾ コンボ
サイ・ゴリラ・ゾウのメダルを使用して変身する重量系コンボ。ボディカラーは白、銀、ガンメタというモノトーンで統一されている。
スピードでは見劣りするが、パンチ力はコンボの中で随一で、接近戦に長ける。また、周囲の重力場を操作する能力を備えており、ドラミングを行うことで重力波を放って敵の動きを封じることができる。
部位
サイヘッド
複眼サイアイの色は赤。額のオークォーツはルビー色の変形六角形。他コンボのオークォーツはキーカラーと同系色だが、モノトーンのサゴーゾで同様にすると地味になってしまうため、例外的に眼の色と同じにしてある。
頭部を取り巻くフェイスアーチャーが重力場を検知してバランサーの役割を果たすため、姿勢制御能力に優れる。両耳サイソナーは、空気だけでなく両足から伝わる地中の振動も感知できる。
サイの角を模した額の角グラビドホーンは頭突きや突進による刺突攻撃に使用され、サゴーゾ コンボ時は重力制御能力の核としての役割を果たす。
ゴリラアーム
両肩には大きく隆起した強化外骨格ゴリショルダーがあり、高い防御力と強靭さを備えている。対象に手甲部のラインドライブを接触させ、重力場に干渉させることも可能。
両前腕部にガントレット状強化外骨格ゴリバゴーンが付随しており、バゴーンを腕からロケットのように射出する特殊技バゴーンプレッシャーによって遠距離攻撃を行う。
ゾウレッグ
敏捷性には劣るが、脚力に優れる。つま先ゾウアグソールは、地面の振動をサイソナーに伝達することができる。

必殺技
ズオーストンプ（サゴーゾストンプ）
両足をそろえて軸とし、55メートルの高さまで跳躍して地面を踏みつけることで重力波を生み出し、周囲の敵を引き寄せる。
サゴーゾインパクト
ズオーストンプで敵を引き寄せて、頭突きと両手のパンチを同時に叩き込む。

#### タジャドル コンボ
タカ・クジャク・コンドルのメダルを使用して変身する鳥類系コンボ。ボディカラーは赤で統一されている。
背中に折りたたまれた6枚の翼を展開することで超音速飛行し、炎をまとった攻撃を繰り出す。
恐竜グリードとの最終決戦では、アンクの本体であるタカのコアメダルを使用して変身し、通常時のタジャドル コンボをしのぐ強さを見せた。
部位
タカヘッド・ブレイブ
複眼は赤色のタカシャープアイ、オークォーツは金色のゴルドオークォーツに変化している。
タカヘッド以上に視力と空間認識能力に優れている。タカシールドが進化したタカフリュードルにより気流を取り込んで自身のパワーへと変えることができ、半透明のフェイスガードビークシェルドの内部に空気を保持することで高空での低酸素状態にも耐える。
クジャクアーム
肩の強化外骨格クジャクショルダーは空気抵抗を抑え、揚力を生むことによって高速飛行を可能とする形状になっている。肘の強化外骨格エルボウィンザーは敵を切り裂く武器としても扱える。
左腕にはタジャスピナーが装備される。
コンドルレッグ
大腿部のラインドライブは何重にも枝分かれしたフェザードライブへと発達し、気流を制御して姿勢を安定させる働きを担っている。膝のコンドルニーディアスは、クジャクショルダー同様に空気抵抗を減らして揚力を発生させる。
つま先には爪状外骨格ストライカーネイルがあり、キックが命中した相手の体内に衝撃を送り込む。また、踵にも爪状の外骨格ラプタードエッジがあり、蹴撃に合わせ真空刃を発生させる。
プロミネンスドロップ発動時には膝から下を展開し、猛禽類の脚のような巨大なクローへと変形する。

ツール
タジャスピナー
オーラングサークルから取り出されるクジャクアームの左腕に装着される手甲型エネルギー解放器。タジャドル コンボ以外に、クジャクのコアメダルで変身した亜種形態でも使用できる。
光弾を撃ち出すほか、盾としても扱える。
円形制御盤オークラウンに7枚のオーメダルを装填し、オースキャナーを使うことで、メダルの力を連続解放するギガスキャンを発動し、形態に応じた必殺技を放つ。

必殺技
プロミネンスドロップ
空を降下しながら、クロー状に変形して炎をまとったコンドルレッグで両足蹴りを叩き込む。破壊力は120トン。
マグナブレイズ
タカ・クジャク・コンドルのコアメダルとセルメダル4枚をタジャスピナーに装填してギガスキャンを発動し、火の鳥となって突撃する。破壊力は100トン。
ロストブレイズ
恐竜系コアメダル7枚をタジャスピナーに装填してギガスキャンを発動し、コアメダル状エネルギーを回転させながら放つ。破壊力は200トン。
恐竜グリードとの最終決戦で用いられたが、この技の使用後、恐竜系コアメダルは全て砕け散ったため、一度きりの大技となった。

#### シャウタ コンボ
シャチ・電気ウナギ・タコのメダルを使用して変身する水棲系コンボ。ボディカラーは青系統でまとめられている。
水棲系コンボのため水中行動に長けているほか、陸上でもタコレッグと電気ウナギウィップを駆使した中距離戦闘を得意とする。また、肉体を液体に変化させることもできる。炎を使う敵や、水辺での戦いで用いられることが多い。
部位
シャチヘッド
複眼シャチアイの色は黄色。額のオークォーツはターコイズ色の水滴形。
頭頂部の角状器官トップスフィンドルから放った音波の反響を、両耳シャチソナーで感知する。頬のあたりにあるヒレフェイストゥーギルの内部には呼吸補助器官が備わっており、高濃度酸素を蓄積することで約3時間に及ぶ水中潜行を可能とする。
ウナギアーム
両肩の外骨格ウナギショルダーの下には発電細胞が集中しており、最大で10分間の連続発電を行える。生成した電流は生体電気回路ボルトニングドライブを通じて腕部全体に行き渡る。
また肩には、2本の鞭状武器電気ウナギウィップが付随しており、掌ウナギガーディアから電流を発生させ、電気信号を感知することで自在に操作できる。打ち据えた敵に高圧電流を流し込んで追加のダメージを与えるボルタームウィップが必殺技。
タコレッグ
厚い筋肉に覆われており、内部の軟骨組織を変化させることで形状を操作できる。表面には吸盤状に発達した筋肉オクタキャプチャーがあり、高い保持力で敵を捕えたり、壁や天井に張り付いたりといったことが可能。
戦闘時には分裂し、本来の2本脚と8本の触腕で連続攻撃を行う。

必殺技
オクトバニッシュ
タコレッグを束ねてドリル状に回転させ、敵を貫く。電気ウナギウィップで敵の動きを封じてから放つことが多い。または、8本に分裂させたタコレッグで連続キックを打ち込む。

#### プトティラ コンボ
プテラ・トリケラ・ティラノのメダルを使用して変身する恐竜系コンボで、オーズの最強形態。ボディカラーは紫だが、他のコンボのように黒地に重ねると全身が暗くなってしまうため、強化皮膚は通常の強化皮膚オーズアーマーからエネルギー位相が変化して白く輝く強化皮膚エンシェントオーズアーマーとなっている。
恐竜系コアメダルは800年前に作成されて以来、未使用のまま保存されてきたため、プトティラ コンボは現代になって初めて誕生した形態である。グリードのコアメダルをも破壊できる強大な力を備えているが、恐竜系コアメダルにはすべてを無にしようとする意志が宿っているため、変身者である映司の意図しない形で暴走することが多かった。
専用武器としてメダガブリューを所持しているが、それ以外にもワインドスティンガーやテイルディバイダーといった多彩な攻撃手段が肉体に備わっており、仮面ライダーオーズの数多いコンボの中でも一線を画する存在となっている。
テレビシリーズ最終話で恐竜系コアメダルが全て失われたことで、以後は設定上プトティラ コンボに変身不能となった。『MOVIE大戦MEGA MAX』の監督を担当した坂本浩一は、映画内で他のコンボと同様にプトティラ コンボを使用したかったと述べている。
部位
プテラヘッド
複眼プテラアイの色は緑。額のオークォーツは琥珀色のアンバーオークォーツへと変化している。
マスクにプテラノドンが貼り付いたようなデザインになっており、頭部の左右には気流を感知する補助感覚器官プテラシールドが翼のように広がる。また頭頂部には「超者の冠」の異名を持つジャベルクレストが立っている。
冷気を放出して周囲を凍りつかせることができる。
トリケラアーム
両肩の装甲トリケラショルダーは、トリケラトプスのフリルをイメージした形状である。その上には伸縮自在の角状外骨格ワインドスティンガーが付随しており、これを撃ち出して敵を刺し貫く。前腕部のトリケラガントレクスの外縁部は鋭い刃となっており、セルメダルの結合を切り裂くことができる。
背部には羽根状の姿勢制御器官エクスターナルフィンが備わっており、羽ばたいて飛行する。
ティラノレッグ
大腿部には何層にも重なった強化外骨格テイルディバイダーがあり、左右を組み合わせることで巨大な尻尾状に変化させることができる。
つま先は太い爪状のレグステラネイルとなっており、地面をしっかりと捉えて体を支える。

ツール
メダガブリュー
恐竜系コアメダルの力で生成され、地中から出現する武器。かつての地上の支配者である恐竜の姿を模しており、この武器を見た者は本能的に恐れを抱くと言われる。
エナジーエンハンサーからリアクター部分ビュレットチャンバーにセルメダルを装填し、恐竜の顎にあたるクランチガルバイターで圧力をかけると「ゴックン」という音声が流れ、凝縮されたエネルギーにより出力が3倍近くまで増強される。
アックスモード
大斧形態。主に使用するのはプトティラ コンボだが、アックスモードは汎用性が高く、それ以外のコンボ形態でも振るうことができる。
超高硬度クリスタル ディノグラス製の刃フラグメントリーパーは自己修復能力を持つ。
通常の攻撃手段では致命傷を与えられないグリードにとどめを刺すことができる武器であり、その威力でアンク（ロスト）、カザリ、メズールを葬った。
バズーカモード
サブグリップを曲げて変形させる大砲形態。強大なパワーを備えているため、プトティラ コンボのみが扱える。
フロントグリップステラグラップエンドを左手で握り、クランチガルバイターを稼動させるためのレバーシザーグラップエンドをリアグリップとして右手で保持することで、砲口バニッシュクレイターから凝縮されたセルメダルのエネルギーを放つ。
比類なき破壊力でプテラノドンヤミー（♂）、フクロウヤミー、ユニコーンヤミーを粉砕したが、軍鶏ヤミーを仕留め損ねたのが唯一の失敗となった。

必殺技
ブラスティングフリーザ
ワインドスティンガーで貫いた敵をエクスターナルフィンの羽ばたきによる冷気で凍らせ、尻尾状に変形させたテイルディバイダーを叩き付けて粉砕する。破壊力は100トン。
グランド・オブ・レイジ
セルメダルを装填したメダガブリュー・アックスモードで敵を斬り裂く。破壊力は170トンで、コアメダルを砕くことも可能。
恐竜グリードとの最終決戦では、空を覆うほどの無数のセルメダルを吸収して発動し、非常に強力な攻撃となった。
ストレインドゥーム
メダガブリュー・バズーカモードからセルメダルの高エネルギーを圧縮した強力な破壊光線を放つ。破壊力は200トン。

#### 各形態の名称とスペック一覧
オーズの重さは頭部・腕部・脚部ごとに個別に設定されており、各形態の体重はそれらの和となっている。
例外の恐竜系（プテラ・トリケラ・ティラノ）を除くと、頭部で5種類（タカ、クワガタ、ライオン、サイ、シャチ）、腕部で5種類（トラ、カマキリ、ゴリラ、クジャク、ウナギ）、脚部で5種類（バッタ、チーター、コンドル、ゾウ、タコ）の合計125種類の組み合わせが存在するが、本編で登場したのはその一部である。
| 名称                | ヘッド   | アーム   | レッグ   | 身長   | 体重   | パンチ力 | キック力 | ジャンプ力 （ひと跳び） | 走力 （100 m） | 初出   |
| ------------------- | -------- | -------- | -------- | ------ | ------ | -------- | -------- | ----------------------- | -------------- | ------ |
| タトバ コンボ       | タカ     | トラ     | バッタ   | 194 cm | 86 kg  | 4.5 t    | 12 t     | 190 m                   | 4.5秒          | 第1話  |
| タカトラーター      | タカ     | トラ     | チーター | 194 cm | 88 kg  | 4.5 t    | 9 t      | 90 m                    | 2.2秒          | 第4話  |
| タカトラドル        | タカ     | トラ     | コンドル | 194 cm | 87 kg  | 4.5 t    | 10 t     | 150 m                   | 3.2秒          | 第22話 |
| タカトラタ          | タカ     | トラ     | タコ     | 194 cm | 86 kg  | 4.5 t    | 8 t      | 100 m                   | 5秒            | 第32話 |
| タカキリバ          | タカ     | カマキリ | バッタ   | 194 cm | 87 kg  | 4 t      | 12 t     | 170 m                   | 5秒            | 第1話  |
| タカキリーター      | タカ     | カマキリ | チーター | 194 cm | 87 kg  | 4 t      | 9 t      | 65 m                    | 3.5秒          | 第11話 |
| タカゴリバ          | タカ     | ゴリラ   | バッタ   | 194 cm | 90 kg  | 8 t      | 12 t     | 70 m                    | 6.5秒          | 第17話 |
| タカゴリタ          | タカ     | ゴリラ   | バッタ   | 194 cm | 91 kg  | 8 t      | 11 t     | 65 m                    | 7.2秒          | 第23話 |
| タジャドル コンボ   | タカ     | クジャク | コンドル | 198 cm | 87 kg  | 6.5 t    | 15 t     | 160 m                   | 4秒            | 第20話 |
| タカジャバ          | タカ     | クジャク | バッタ   | 194 cm | 86 kg  | 4.5 t    | 12 t     | 160 m                   | 5.3秒          | 第21話 |
| タカウバ            | タカ     | ウナギ   | バッタ   | 194 cm | 86 kg  | 3 t      | 12 t     | 105 m                   | 5.8秒          | 第21話 |
| タカウーター        | タカ     | ウナギ   | チーター | 203 cm | 88 kg  | 3 t      | 9 t      | 40 m                    | 2.3秒          | 第18話 |
| タカウゾ            | タカ     | ウナギ   | ゾウ     | 194 cm | 93 kg  | 3.5 t    | 10.5 t   | 73 m                    | 7.3秒          | 第41話 |
| タカウタ            | タカ     | ウナギ   | タコ     | 194 cm | 88 kg  | 3.5 t    | 8 t      | 85 m                    | 6.1秒          | 第27話 |
| ガタキリバ コンボ   | クワガタ | カマキリ | バッタ   | 204 cm | 93 kg  | 4 t      | 12 t     | 200 m                   | 5.2秒          | 第6話  |
| ガタトラバ          | クワガタ | トラ     | バッタ   | 204 cm | 88 kg  | 4.5 t    | 12 t     | 105 m                   | 5.8秒          | 第13話 |
| ラトラーター コンボ | ライオン | トラ     | チーター | 200 cm | 89 kg  | 4.5 t    | 9 t      | 80 m                    | 0.222秒        | 第9話  |
| ラトラバ            | ライオン | トラ     | バッタ   | 200 cm | 89 kg  | 4.5 t    | 12 t     | 100 m                   | 5.5秒          | 第7話  |
| ラトラゾ            | ライオン | トラ     | ゾウ     | 200 cm | 90 kg  | 4.5 t    | 10.5 t   | 80 m                    | 6.8秒          | 第15話 |
| ラキリバ            | ライオン | カマキリ | バッタ   | 200 cm | 87 kg  | 4 t      | 12 t     | 110 m                   | 6秒            | 第8話  |
| ラキリーター        | ライオン | カマキリ | チーター | 200 cm | 88 kg  | 4 t      | 9 t      | 85 m                    | 2.2秒          | 第19話 |
| ラゴリタ            | ライオン | ゴリラ   | チーター | 200 cm | 92 kg  | 8 t      | 8 t      | 76 m                    | 8秒            | 第41話 |
| ラウバ              | ライオン | ウナギ   | バッタ   | 200 cm | 88 kg  | 3.5 t    | 12 t     | 94 m                    | 6.4秒          | 第41話 |
| サゴーゾ コンボ     | サイ     | ゴリラ   | ゾウ     | 205 cm | 110 kg | 8 t      | 10.5 t   | 55 m                    | 6.5秒          | 第12話 |
| サゴリーター        | サイ     | ゴリラ   | チーター | 205 cm | 93 kg  | 8 t      | 9 t      | 75 m                    | 6.9秒          | 第41話 |
| サジャゾ            | サイ     | クジャク | ゾウ     | 205 cm | 100 kg | 6.5 t    | 10.5 t   | 88 m                    | 6.8秒          | 第35話 |
| サウバ              | サイ     | ウナギ   | バッタ   | 205 cm | 97 kg  | 3.5 t    | 12 t     | 90 m                    | 6.2秒          | 第34話 |
| シャウタ コンボ     | シャチ   | ウナギ   | タコ     | 203 cm | 88 kg  | 3.5 t    | 8 t      | 75 m                    | 6秒            | 第24話 |
| シャウバ            | シャチ   | ウナギ   | バッタ   | 203 cm | 87 kg  | 3.5 t    | 12 t     | 125 m                   | 5.9秒          | 第30話 |
| シャトラーター      | シャチ   | トラ     | チーター | 203 cm | 91 kg  | 4.5 t    | 9 t      | 81 m                    | 6.1秒          | 第41話 |
| シャゴリーター      | シャチ   | ゴリラ   | チーター | 203 cm | 93 kg  | 8 t      | 9 t      | 78 m                    | 7.1秒          | 第39話 |
| シャゴリタ          | シャチ   | ゴリラ   | タコ     | 203 cm | 90 kg  | 8 t      | 8 t      | 72 m                    | 7.8秒          | 第43話 |
| シャジャーター      | シャチ   | クジャク | チーター | 203 cm | 90 kg  | 6.5 t    | 9 t      | 80 m                    | 6.6秒          | 第36話 |
| プトティラ コンボ   | プテラ   | トリケラ | ティラノ | 205 cm | 95 kg  | 10.5 t   | 20 t     | 210 m                   | 3.3秒          | 第32話 |

### 仮面ライダーバース
仮面ライダーオーズやグリード、ヤミーの戦闘データベースを基に、鴻上生体研究所の真木清人が開発した戦闘用生体強化スーツ。
装着者の全身は、カーボンナノチューブ製の人工筋肉をアラミド繊維でコーティングした、黒い防護スーツセルティックアーマーで覆われる。ボディ各部の計10か所には、半球状のシールドで覆われた武装拡張用ハードポイントリセプタクルオーブが配置されている。頭頂部には情報処理を統括するマスターサーバーがあり、大きな半球シールドバースヘルムードによって保護されている。その外周を沿うように配置されたU字型の黒いソリッドシールドの奥には、赤く発光するカメラアイUフラッシャーがある。
交戦相手として想定されているグリードやヤミーは個体ごとに異なる性質を有しているため、リセプタクルオーブに各種エネルギーユニットを換装することで、あらゆるタイプの敵に対応する。ただし変身や武装の起動に際してはセルメダルを消費するので、常にセルメダルを携行していなければ戦闘を継続できない。
テレビシリーズ前半では伊達明が変身し、状況に応じて補助的にCLAWsを使用することはあるものの、主に持ち前のパワーを活かしたプロレス技や、バースバスターでの銃撃を多用していた。第38話からは伊達の意志を受け継いだ後藤慎太郎が装着者となり、マニュアルを熟読してCLAWsの性能を十分に引き出しながら戦った。
ツール
バースドライバー
真木清人が中心となって開発した仮面ライダーバースの変身ベルト型生体強化デバイス。バックル中央部には、セルメダルから抽出したエネルギーを蓄積する反応炉セルリアクターがあり、半球状のトランサーシールドによって保護されている。上部のトランサーシールド・トップは透明な強化ガラス製であり、下部のトランサーシールド・ボトムは緑色をしている。
バックル左上の投入口バースロットにセルメダルを1枚投入し、右側のハンドルレバーグラップアクセラレーターを回転させることで、トランサーシールドが上下に展開し、セルリアクター内部のエネルギー解放シークエンスが実行可能となる。展開されたシールドはトランスポートゲートとなり、原子レベルまで解体された武装やスーツを転送し、再構成する。
セルメダルを一度に2枚投入した場合は、瞬間的に通常出力の290パーセントものエネルギーを解放するセルバッシュモードが起動する。
バースバスター
真木清人が開発した携行型火器。通常の弾丸を使用しないため、破壊力や射撃速度は自在に調節可能である。
主に仮面ライダーバースが使用するが、変身前の伊達や後藤、さらには里中も用いている。特に後藤の場合、仮面ライダーバースに変身する資格を得るための試練として、バースバスターを使いこなすことを伊達から求められていた。
ノーマルモード
セルメダルを収納したセルバレットポッドを銃身上部の供給口セルダンパーに取り付けると、メダルが装填ユニットセルレンダーに送り込まれる。セルメダルから抽出されたエネルギーは、銃身中央の生成炉バースチャンバーによってエネルギー弾へと転換され、銃口フラッシャーマズルから放たれる。使用済みのセルメダルは銃身下部に取り付けたセルバレットポッドへと排莢される。
セルバーストモード
セルバレットポッドをフラッシャーマズルに接続することで、ポッドが追加型の強化砲口となった強化形態。ポッドは必殺技の発動による銃身の融解を防ぎ、またエネルギー弾を収束する機能を担う。

バース・CLAWs（クロウズ）
戦闘支援型ユニット群の総称で、「Cannon・Leg・Arm・Wing・System」の各語から頭文字を取った物である。バースドライバーにセルメダルを1枚投入することで、選択したユニットが対応する箇所のリセプタクルオーブに転送され、実体化する。各ユニットにはセルメダルを磁石のように吸い寄せて回収する機構が備わっている。
ブレストキャノン
胸部に装着する、遠距離型砲撃ユニット。
砲身サラマンダランチャーから増幅したエネルギー波を放つ。左右には体勢を支えるためのグリップがあるが、必ずしも握る必要はない。
キャタピラレッグ
両脚部に装着する、近接型格闘および移動支援用ユニット。
キャタピラベルトヘイズクローラーを回転させることで悪路や傾斜面をも高速走行する。また戦闘時には蹴りや踏み付けで攻撃を行うほか、クローラーを回転させたままキックを放つことで、ヤミーの体からセルメダルを削り取る。
クレーンアーム
右腕に装着する、中距離型戦闘支援ユニット。
ワイヤーに接続されたフックシュプリンガーハーケンを射出する腕部と、ワイヤーを巻き上げるウインチがある肩部から構成される。磁力を帯びたワイヤーによってセルメダルを吸い寄せる。
ドリルアームと併用することで、シュプリンガーハーケンがドリルアームに換装され、中距離からのドリル攻撃も可能になる。
ドリルアーム
右腕に装着する、近接型格闘ユニット。
アーム先端のドリルブライトンビットを高速回転させ、セルメダル同士の結合を破壊して削り取る。敵に一度破壊された後に強化された。
ショベルアーム
左腕に装着する、近接型格闘ユニット。
CLAWs中最大の出力を誇り、アーム先端の大型クローバーミリオンバケットで捕えた敵を片手で持ち上げ、振り回せるほどのパワーを持つ。
カッターウイング
背部に装着する、飛行用支援ユニット。
時速300キロメートルで空中を飛行でき、理論上は音速をも突破が可能。ストロンジウム製の主翼ソレントエッジは敵を切り裂くためにも使えるほか、切り離してブーメランのように投擲できる。
CLAWs・サソリ
各CLAWsユニットが合体したサソリ型の装甲戦闘支援型ドロイドで、バースドライバーに1,000枚のセルメダルを投入することで起動する。右腕はカッターウイングのハサミ、左腕はクレーンアームのバケット、尻尾はドリルアームからなる。戦闘中にいったん分離して再合体することもできる。地中潜行や水上航行も可能。
あらかじめ設定された自律戦闘プログラムに従い、バースの支援を行う。バースの頭部に内蔵されているマスターサーバーとネットワークで接続されているため、バースが直接攻撃指令を出すことも可能。第37話では生身の伊達が使役していたため、バースドライバー装着者がバースに変身していなくても、セルメダルさえ投入しておけばプログラムどおりに自律行動できると考えられる。
CLAWs・サソリの必殺技は、尻尾の先端から放つ虹色の破壊ビーム。

必殺技
セルバースト
セルメダルの力を一気に解放する。バースバスターを用いる場合は、セルバーストモードに組み替えて強力なエネルギー弾を放つ。
ブレストキャノンシュート
セルメダル2枚でセルバッシュモードを起動し、ブレストキャノンから強力なビームを放つ、バース最強の必殺技。セルメダルの投入数次第で威力が変わる。

#### バース・デイ
バース・CLAWsをすべて装備した、仮面ライダーバースの最強形態。攻撃力・防御力・機動性を兼ね備えた強力な形態だが、すべてのCLAWsを装備するのに時間が掛かるというリスクがあり、仮面ライダーオーズが敵を引きつけている間に装備を済ませなければならない。また、相当量のセルメダルと活動エネルギーも必要である。
必殺技
ブレストキャノンシュート
胸部のブレストキャノンから放つエネルギー波。通常の仮面ライダーバースが使用したときよりも威力が向上した一方、反動が強烈なため、使用できる局面は限られる。

#### 仮面ライダーバース・プロトタイプ
試作第1号機となるバースドライバーを使用して変身する、仮面ライダーバースのデータ計測用実験モデル。
外見は通常のバースとほぼ同じだが、動きを正確にデータ化できるように、全身のリセプタクルオーブの周辺に赤いセンサーユニットオプティカルマーカーが付与されている。また、カメラアイが発光した際の色は緑である。
基本性能もまた通常のバースとほとんど変わりないものの、大幅にリセプタクルオーブがオミットされ、バース・CLAWsはブレストキャノンとクレーンアームの2種しか使用できない。そのほか、戦闘に際してはバースバスターを用いる。
試作型バースドライバーは長らく鴻上生体研究所に保管されていたが、第45話にてカザリ完全体との決戦で中壊した正規のバースドライバーの修理期間中に、後藤が代用品として一時的に使用した。第46話以降は、手術を終えて日本に帰国した伊達が装着者となって戦線復帰し、2体のバースによるコンビネーションでグリードと戦った。

#### 仮面ライダーバースのスペック
| 名称                             | 身長   | 体重   | パンチ力        | キック力      | ジャンプ力 （ひと跳び） | 走力 （100 m） |
| -------------------------------- | ------ | ------ | --------------- | ------------- | ----------------------- | -------------- |
| 仮面ライダーバース               | 199 cm | 92 kg  | 3.5 t           | 8 t           | 45 m                    | 5秒            |
| バース・デイ                     | 250 cm | 155 kg | 設定未発表      | 設定未発表    | 設定未発表              | 設定未発表     |
| 仮面ライダーバース・プロトタイプ | 199 cm | 92 kg  | 3.5 t（理論値） | 8 t（理論値） | 45 m（理論値）          | 5秒（理論値）  |

## 乗用マシン

### ライドベンダー
鴻上ファウンデーションが開発した可変形型特殊モーターサイクル。カンドロイドを活用するための拠点と、高い機動性を有するビークルを一体化させるというコンセプトのもとに製作された。
使用者は仮面ライダーオーズと仮面ライダーバース。そのほかにアンクや里中が運転したこともあった。また鴻上ファウンデーションには特殊部隊ライドベンダー隊が存在しており、後藤慎太郎はもともと第一ライドベンダー隊の隊長を務めていた。
第6話でアンクにセルメダルを出すよう強要された鴻上光生は、ライドベンダーの変形機能が停止したせいでオーズが困惑する光景を見せ、逆にアンクを脅して取得したメダルの6割を供出させる約束を交わした。しかし鴻上の意志次第でメダルシステムを沈黙させられるというのはハッタリであり、実は後藤が陰からリモコンによる遠隔操作で変形機能を一時停止させていただけだった。
マシンベンダーモード
カンドロイド活用拠点形態。自動販売機のような形状をしており、各所に設置されている。セルメダルを投入してボタンを押すことで、選択したカンドロイドがドロイドシューターから排出される。
また、セルメダル投入後にマルチTaSセンサーをタッチすることで生体認証が行われ、適格者として認識されるとマシンバイクモードへ変形させることが可能となる。
マシンバイクモード
ビークル形態。O型8気筒のオーエンジンを搭載しており、セルメダルから生成されたエネルギーで走る。
円形のフロントカウルストロンジウムスクリーンには、AIファウンデーションアイが内蔵されている。

### トライドベンダー
ライドベンダー マシンバイクモードにトラカンドロイドが合体した強化モード。
トラカンドロイドがライドベンダーに接触すると、ストロンジウムスクリーンが左右に分割する。次いで前輪ライドロスA/Tも左右に分断され、後輪と一体化して接地面積を増やしたライドロスA/T・デュアルとなる。同時にトラカンドロイドが巨大化して車体前面に接続し、メイン駆動輪である新たな前輪ホイールトランザーに変化する。最後に前部補助駆動輪ランチャークロウラーが展開して、合体が完了する。
多くの使用者がいるライドベンダーと異なり、トライドベンダーはもっぱら仮面ライダーオーズによって運用される。しかしそのオーズも、ライオン・トラ・チーターの猫類系コアメダルのいずれかで変身しなければ、性能を引き出すことはできない。ラトラーター コンボとなったオーズであれば、トライドベンダーの真価を発揮させられる。
合体によりトラカンドロイドのカンブレインとライドベンダーのファウンデーションアイが連結して並列コンピューターライガーヘッドを形成し、マシンのOSが書き換わったことで自律行動が可能となっている。獅子の口のようなブライトマズルは光弾を放つほか、接近戦では敵を噛み砕くことができる。また、ランチャークロウラーからはメダル状のエネルギー弾を連射して攻撃を行う。

## カンドロイド
鴻上ファウンデーションが開発したサポートドロイド。ライドベンダー マシンベンダーモードにセルメダルを投入してボタンを押すことで入手でき、1枚のセルメダルで複数呼び出すことが可能。缶型のカンモードからプルタブスターターを起こすことでメカモードに変形する。ひとつのカンドロイドを起動すると、その他の同型カンドロイドが一斉に起動する。

タカカンドロイド
高空からの地形分析や敵の偵察・追跡を主な任務とするほか、戦闘支援やセルメダルの回収で活用される。
AIを組み込んだコアユニット部カンブレインには高感度光学センサーも備わっている。主翼グライドバランサーで反重力制御を行い、その先端の追加翼ウイングレットエッジは高速振動により機体を空気の膜で包んで飛行時の抵抗を減らす。またウイングレットエッジは敵を切り裂く武器にもなる。

タコカンドロイド
水陸両用タイプ。戦闘支援能力が高く、集結することでライドベンダー用の坂道を形成したり、ロープやトランポリン状に集まってオーズを支援したこともあった。一方、第10話では工場で1体が起動したとたんに製造ライン上のタコカンドロイドが次々に動き出して飛び回って大混乱を招くなど、集団行動能力の高さが災いすることもある。
カンブレインには特に情報処理能力に優れたAIが組み込まれている。特殊硬質ラバーでできた8本の触手テンタクルサッカーを回転させることで反重力を生み、空中を飛行する。触手の先端には伝達回路ワイズレセプターがあり、他の機体と接触することで情報を同期するほか、攻撃時の爪としても使える。
漏斗部分にあたるジャミングノズルからはタコスミのような黒い粒子オプティックジャマーを放ち、敵のセンサーを無効化する。

バッタカンドロイド
障害物の多い陸上での活動に特化している。脚部ホップフリッガーによる跳躍は最大100メートルの高さに達し、キックに応用すれば攻撃手段にもなる。また腹部にはナノレベルのカギ爪が埋め込まれたグラップフォートがあり、壁や天井にも張り付いて移動できる。高い機動力によって障害物が多い地形でも機敏な動作が可能。
カンブレインの複眼部分は広角レンズになっており、12時間連続の動画撮影が可能である。
そのほか通信機としても活用可能であるため、あまり携帯電話を使わない火野映司にとっては魅力的なアイテムであったらしく、初めて手にしたときには大喜びでアンクと通信していた。

トラカンドロイド
ライドベンダーの機能拡張と武装強化用に開発された。ライオンメダルを解析した成果が反映されており、オーメダルを科学技術で制御するためのテストケースとなっている。
背部のE-Mリアクターの働きにより、通常のカンドロイドのサイズからライドベンダーと合体可能な大きさまで巨大化する。
四肢のウォーカーレグルスはあくまでE-Mリアクターの保持を目的として設計されており、機動性は考慮されていない。

電気ウナギカンドロイド
狭い空間にあるセルメダルを回収する。また戦闘支援時には、3体で連結して電撃ロープを形成する。
頭部には半透明の強化プラスティックで覆われたエネルギー変換装置イルブリッツドライブがあり、10万ボルトの電流を生む。その下の電磁波制御装置トリックヴォイダーによる電波障害は、半径100メートル以内の電子機器を無効化する。
コアユニット カンブレインは胸部に搭載されており、敵の体から放出される微弱な電流を解析して行動を予測する。
当初、映司はヘビだと勘違いしていたが、後藤の助言でヘビではないと理解した。映司に「ウナちゃん」という愛称で呼ばれている。

ゴリラカンドロイド
戦闘区域のように、障害を排除する必要がある状況下でセルメダルを回収する。伊達明はヤミー探知用に1体を携行しており、メダル回収時には3体を使用していた。なお第23話では、おでんを運ばせていた。
他のカンドロイドが1基ずつ搭載する小型エンジン ストリーマゲインを、ストリーマゲイン・ツヴァイとして左右の肩に合計2基備えているため、100キログラムの鉄塊を持ち上げるほどのパワーを発揮する。両拳ゴーリギガンデは、ストロンジウム精製の過程で抽出される素材ストロキサイトでできており、握力は最大で60キログラムに達する。
コアユニット カンブレインは、他のカンドロイドよりも立体認識能力に優れている。

クジャクカンドロイド
戦闘支援に特化したカンドロイド。可変翼アルゴサイクロンを回転させて蜃気楼や小型竜巻を発生させるほか、カッターのように敵を切り裂く。また、頭部のビークゲイザーから放つ電磁波は、敵の脳波に干渉して意識を混濁させる。
コアユニット カンブレインは使用者の身体データを常時感知しており、使用者の安全を最優先に行動する。
火野映司は第21話で、チョコレート冷却用にクジャクカンドロイドの風を利用し、後藤慎太郎に怒られた。しかし第19話では、後藤の上司である鴻上光生も卓上扇風機として活用している。

プテラカンドロイド
真木清人が最後に開発したカンドロイドで、セルメダルの膨大なエネルギーを効率的に運用することで燃焼効率を高めた次世代型のひとつ。第29話ではシャチパンダヤミーに対して真木自身が使用したが、3機がかりでもあえなく破壊された。
くちばしはストロンジウム製のスピーカー ダンディンスクリーマーであり、超音波を発して共振現象により標的を破壊するほか、敵を切り裂く武器としても用いられる。翼部ソニッカーゲイルは超音波振動によって微粒子を後方に噴射し、直線スピードでは亜音速に近いレベルまで加速できる。尾部バリアンセレイダーは余剰エネルギーを圧縮して再利用可能であり、そのエネルギーを機体にチャージすれば瞬間的に通常時の倍以上の出力を発揮する。
コアユニット カンブレインには多数の音声波形が記録されており、暗所でも状況の分析ができる。

トリケラカンドロイド
真木清人が最後に開発したカンドロイドで、余剰エネルギーを活用することで燃焼効率を高めた次世代型のひとつ。真木が研究室を破壊して去った後に残されており、第31話で伊達明に発見された。以後は伊達のセルメダルを詰めたミルクタンクの中に住み着き、クロアゲハヤミー戦では仮面ライダーバースに変身した伊達めがけてセルメダルを弾き飛ばして、補給支援を行った。
小型エンジン3基を組み合わせたストリーマゲイン・トライズを搭載しており、余剰エネルギーを排出せずに機体内で再循環させることで、通常以上のパワーを発揮する。四肢に仕込まれた駆動輪ウィールマグナはそれぞれが独立して動くため、悪路でも安定した走行が可能である。
鼻先の放電角ブラスアンカーでプラズマを発生させ、ストロンジウム製の2本の衝角バリドランザーによって撃ち出す。また、襟の部分グライバーシルトは特殊な磁場を展開して物体の重量を操作できるため、バリドランザーが弾いたセルメダルや、他のカンドロイドをも射出できる。
コアユニット カンブレインは、電磁波を使用する高感度センサーにより物質の硬度を分析する。

## グリード/ヤミー

### グリード
七つの大罪の一つ「強欲」（greed）の名を冠し、個体ごとに9枚（3種×3枚）の意思を宿すコアメダルを核、大量のセルメダルを体として構成された、人間の「欲望」を糧に力を増大させる人造生物。
800年前に10枚（2種×3枚・1種×4枚）作られたコアから1枚を抜き取り、9という「欠けた」数字にした結果「足りないがゆえに取り戻したい」という欲望が生まれ、その欲望が進化して自律意志を持ちメダルを肉体として誕生したが、コアを求めた当時の先代オーズに敗北し、メダルへと還元された状態で石棺に封印されていた。その肉体には欲望が満たされる喜びを感じることのできる五感が退化してしまっており、その結果満たされることのない欲望が否応なしに加速されて、ただ欲し続けることしかできない存在と化している。ゆえにメダルが9枚揃い完全復活を果たした際には、満たされない根深い欲望から人間もろとも足りないものを欲して食らい、やがて世界そのものを食らいつくしてしまう。一方、核であるコアメダルが9枚未満であると、装甲が欠けて茶や紫の素肌が露出したセルメンと呼ばれる不完全な状態となる。なお、自分以外のコアを吸収してパワーアップすることも可能だが、何枚メダルがあろうと自分のメダル9枚が揃っていない限り完全復活には至らず、メダルの力を完全に制御することはできない。
オーメダルと同様に鳥系・昆虫系・猫類系・重量系・水棲系など、各々はそれぞれの種族に属する複数の動物の特徴を備えている。そのため、オーズ（OOO）がコアメダル3つを駆使して戦うのに対し、グリードである彼らもあらゆる生物の姿をした怪物たちの王たちと言える存在のため、彼らも一種の「オーズ（王S）」と言える。また、人間の欲望を感知して自分のセルと融合させることでヤミーを創り出し、セルを増やして己の糧とする。ヤミーを遥かに超える戦闘力を持ち、自身の身体をメダルに戻しての神出鬼没な移動を可能とする。なお、オーズの必殺技の直撃など大きなダメージを受けると、体を維持できなくなりメダルとしてバラバラに飛散するが、その状態でも意思は消失せず残ったコアに残り、一定以上のコアとセルを用いることで再度復活することが可能である。本来はコア自体は消滅することがないため「不滅」の存在であるが、意思を宿したコアが破壊された場合には人格ごと消滅、単なるメダルとなり二度と復活できなくなる。
アンクを除く4体のグリードはセルメン状態で復活した。足りないメダルを集めて完全体となるため、ヤミーによってセルを補うとともに、アンクが持ち去ったコアを執拗に付け狙うが、人間社会で目立つことを避けるため、間もなくアンクを真似て人間の姿に変化して行動するようになる。ヤミーの宿主を見抜けるアンクも、人間に変化したグリードは見抜くことができない。一方でアンクや鴻上ファウンデーションらもグリードが持つコアの奪取を狙っており、三つ巴の争奪戦が展開され、鴻上の行動によってアンクの分離した身体が別の自我を持ったアンク（ロスト）として新たに覚醒したことに加え、恐竜系コアを取り込んだ映司と真木の2人が恐竜系グリードへと変化している。
外見上の共通点はバイザー状の眼と中央に凹みのあるベルトで、このベルトはセルメン時は空洞になっているが、完全体時はバックルが金色になり、黄色い宝石状のパーツが埋め込まれる。ただし、恐竜グリードと映司グリードはコアメダルが少なくてもこのパーツが存在する。また、アンクと恐竜グリードは、コアメダルの代用品として、欲望の源泉である人間を核に据えているため、コアメダルが少ない状態でも完全体に到っており、人間をコアメダルに代用しているグリードは純正のグリードとベルトのカラーリングが異なる。なお映司グリードはストーリーの展開上、すべてのコアメダルを手に入れて完全体になることはなかった。
アンク

鳥類系グリード。
本来の姿はタカの特徴を持った頭部・コンドルのように強靭な爪を備えた脚・クジャクの羽状の模様を体表面に散りばめ、右目部分に金色の羽飾りのような装飾がある。二枚の翼による飛翔能力・翼から放つ羽を模した火炎弾やエネルギー波・掌から放つ火炎弾や火炎放射・炎を纏っての両足蹴りなど、オーズ タジャドルコンボと酷似した戦闘スタイルを取り、戦闘能力もオーズ タジャドルコンボ・プトティラコンボと互角である。
800年前において当時のオーズと目的が一致していたことで結託し、他のグリードと敵対していたが油断した隙を付かれてオーズの裏切りや暴走を赦してしまう。オーズの暴走による巻き添えで封印される際に足掻いた結果、意思を宿した右腕のみが封印され、残りの肉体がミイラ化して眠りについた。その後の消息は、前者はクスクシエのアンク・後者は本項目のアンク（ロスト）の箇所を参照。

ウヴァ

昆虫系グリード。
本来の姿はクワガタムシの顎状の角・カマキリの鎌や複眼・節足的な外骨格に覆われたボディを持つ。当初はコア6枚で下半身がセルメンで復活。人間態は緑の革のジャケットを着たオールバックの青年。
バッタの如き跳躍力や昆虫特有の敏捷性を活かし右腕の2本の鎌を用いる強襲戦を行う他、角から広範囲に緑色の雷撃を放つ特殊能力を備える。完全復活すると他のグリードのような追加能力は見られないものの戦闘スペックが飛躍的に上昇し、電撃の威力や範囲、メダガブリューに耐えうるほどに防御力が上昇する。昆虫型ゆえに炎に弱いことがアンクから語られている。
直情的かつ激情家で、不完全な体に最も焦りを覚え、自分のコアメダルの収集や奪還に固執する。その強い執着心から、自分以外のコアメダルを取り込むことを恐れているほか、コアメダル1枚のみでもセルメダル無しで行動したり、僅か3枚のコアメダルで上半身を復活させたりしている。また、目的のために度々裏切りや結託を繰り返している。一方で、短気で頭に血が上りやすく思慮が欠ける性格はアンクやカザリに見透かされており、手玉に取られることも多い。また、転換する状況を受け止め対応する柔軟さは持ち合わせており、後述のセルメダルによる強化や屑ヤミーを使用して暗躍している。
物を叩くなどしてリズムを刻むように歩く癖があり、イライラしている時は人間態や怪人態を問わず、ゴルフクラブで周りの物を叩き壊している。
メダルの器 暴走態
完全復活したウヴァに真木自身が所持する他系統コア全てを集約した結果、分解されて誕生したメダルの怪物。ウヴァ自身の人格は失われているが、恐竜グリードと共に世界を終末に導こうとする自我は有している。
同じく暴走形態である巨大グリード暴走態よりもはるかに巨大で、黒い正八面体から6種54枚のコアメダル状エネルギーが発生し陣を組んだような無機質な外見を持つ。常に空中を浮遊して移動し、欲望のままに周囲にある何もかもをセルメダルへと還元・吸収して、世界を無に還してしまう。本体が強力なエネルギーシールドに守られているうえ、セルからは屑ヤミーが放出されるため接近が困難である。またエネルギーフィールドを照射してグリードを復活させる治癒能力も有している。

カザリ

猫類系グリード。
本来の姿はドレッドヘアー状に編まれたライオンのような鬣や鋭い牙・トラのような縞模様のボディを黒いパンクパッションで包んだ容姿をしている。当初はコア7枚で下半身がセルメンで復活。人間態は黒と黄色のチェックのジャケットを着た銀髪の青年。
普段は髪の毛を弄るなど気だるそうな言動が目立つが、実際はアンク以上に腹黒い策略家で、他者の物を奪うことに快感を覚える狡猾な性格をしている。また平然と裏切りや騙し討ちも行うため、他のグリードたちからもあまり信頼されていない。復活当初はグリード一味の中でブレーン役を担っていたが、自身の仲間意識は希薄で猜疑心も強いことから、裏では仲間を出し抜くなど本音を露にすることは滅多に無く、アンクやウヴァからは「臆病」と評されている。一方で完璧主義なところもあり、僅かでも自身の計画性を乱す者に不快感を抱くほか、予想外の事態に弱い。本人が言うように基本的には慎重であるが、虚栄心や自己顕示欲が強い傾向があり、相手より優位になると慢心し軽率な行動を起こし足をすくわれている。
ガメル

重量系グリード。
本来の姿はゾウの牙と鼻・サイの角を備えた頭部・ゴリラの腕・ゾウの脚部を兼ねた厚い皮膚で覆われた屈強なボディを持ち、右腕にサイの角のような突起・左腕に砲門のような武装をしている。当初はコア7枚で上半身がセルメンで復活。人間態は白のシースルーのシャツに黒いタンクトップを着た長身の男。
怪力に加え、伸縮自在の強靭な鼻による肉弾戦を得意とするほか、地面を叩くことで周囲に激しい地割れや銀色の重力波を発生させる特殊能力を備える。完全復活すると触れた物体（地面やバースなどを除く）を生物・非生物問わず強制的にセルメダルに変えてしまう。重量系成長ヤミーと同様、強い光に弱く、セルメダルの消費も著しい。
口調は片言で動作も鈍重。悪意がないことに加え、自分のコアメダルへの執着は薄い反面、グリードの中では最も自分の欲望に忠実であり、何の打算もなく遊び感覚でヤミーを暴れさせて燥いだり、常にその場の思いつきで行動するなど、精神的に幼い。また、自分に過保護なメズールを慕っており、行動原理がほとんど彼女に依存している。駄菓子が好きで、よく駄菓子の箱を抱え込んで食べているが、実際には味覚が無く、間違えて玩具を食べてしまってもそのことに気づかなかった。
メズール

水棲系グリードで、グリードの紅一点。
本来の姿はシャチを模した頭部・ウナギが巻き付いたような首元・ウナギのヒレ状のフリンジが付いたタコの脚の間の膜を模したマント・タコの吸盤状の意匠がある脚部に加え、全体的に流線的なフォルムが目立つ。当初はコア8枚の上半身がセルメンで復活し、マントの模様も無地となっている。人間態は青を基調としたセーラー服、もしくは洋服を着た少女。
身体の柔軟性を活かした軽い身のこなしで敵を翻弄するほか、水を操る能力を持つ。完全復活すれば全身を液状化して、さらなる三次元的な戦闘が可能となる。
母性愛が強く、穏やかな物腰で面倒見が良いが、グリードには愛情が希薄なため表面をなぞっているだけに過ぎず、高いプライドから相手より常に上位にあることを漂わせ、真木やオーズを「坊や」と呼ぶなど、基本的に他者のことは目下の存在として見下している。ゆえに完全復活後には人間の愛情を手に入れようと強く欲している。仲間の調和を優先しており、他のグリードに獲得したセルメダルを供給し、時には仲介するなどグリードの統率役を担う。特に精神的に幼いガメルに対しては姉か母親のように接するが、その実態は自分自身が擬似的に愛情に満足するためのままごとである。
巨大グリード暴走態（メズール・ガメル融合）

メズールが自分のコア・ガメルが吸収していたメダル（重量系7枚のコア含む）・セル5,000枚・昆虫系2枚のコアと融合して暴走し誕生した怪物で、常に空中を浮遊して移動しる。
ガメルとメズール双方の特徴を合わせたような姿をしているが、2人の人格は完全に失われている。また、水棲系メダルが全て揃っていないため、その力を完全に制御出来ておらず、理性を無くして本能のみで暴れまわった末オーズに倒される。この状態は鴻上には「失敗」、真木には「成功」と思想が対照的な両者から相反する評価を受けている。

アンク（ロスト）

物語後半から登場する「アンクの片割れ」。映司と行動を共にするアンクとは存在は同一であるものの異なる自我を持つ。
800年前にオーズの暴走時に右腕と分離したこと結果、長い年月を経て「自分＝アンクを取り込み一体化したい」という欲望が生まれ、独立した自我が生じている。ミイラ状態のまま鴻上の手によって日本に持ち出され、コンドル・コアを抜き取られたことが信号刺激となり覚醒した。なお分離したアンクらが融合した場合には、アンク（右腕）は「弱い方の人格が消える」と推測している。
当初はその時点でアンクが所有するメダル以外全てのコア（5枚）を取り込んでおり、右腕と顔の右半分はセルメンとなっている。露出している内皮は他のグリードとは異なり、紫色であるのが特徴。人間態は小学校高学年あたりの少年。
飛翔・戦闘能力・ヤミーの生成など、本来グリードとして持ちえる能力はこちらに受け継がれている。
当初は己の欲望に従いアンクの捜索のみを目的とし、鳥系成長ヤミーを生み出して活動を開始する。オーズ・アンク・カザリと邂逅した後、彼を利用しようと考えたカザリに言われるがまま仲間に加わる。覚醒して間もないころは知識や概念を持たなかったため、乱暴かつ毒舌家であるアンクとは異なり、幼い子供のような口調で話す寡黙な性格だったが、後にカザリも驚くほどの急速な精神面での成長を見せ、ついにはアンク本人とも融合を果たす。

恐竜系グリード
中盤から登場した紫のコアメダルの力を宿した、800年前には存在しなかったグリード。
作中では映司と真木がメダルの器となりグリード化した。
映司グリード

恐竜系コア5枚（ティラノ2枚・プテラ2枚・トリケラ1枚）を体内に宿す映司が真木の手で恐竜系コア2枚（トリケラ・プテラ各1枚）をさらに投入され、力を抑えきれずグリード化した姿。外見や能力は真木怪人態である恐竜グリードと共通点が多いが、上半身の一部の体色が異なるなど差異もある。
恐竜グリード

真木が恐竜系コアメダルの力を受け入れ、グリード化した姿。
体色は紫で、頭部はティラノサウルスのような意匠を持ち、胸部にはトリケラトプスの角とフリルを備え、背中から伸びたマント状の翼・両肩にはプテラノドンの特徴を備えている。冷気による凍結能力・掌から放つ物質を無に還す紫色の波動・コアメダルに傷をつける能力・マント状の翼による飛行能力といった豊富な能力を備える。アンク同様に欲望の源泉である人間を核としているためかコアメダルが少ない状態でも完全体となっている。

### ヤミー
グリードが自身を構成するセルメダルと人間（以下、宿主と表記。作中では「ヤミーの親」と呼称される）の欲望によって造り出す、彼らの分身とも言える怪人。個体の名称は「（動物の和名）ヤミー」。
基本的には、グリードが目をつけた宿主にメダルの投入口を作り、そこにセルを投入することで創生し、宿主の欲望を叶える行動をとることによって体内のセルを数100枚単位で増殖させ、グリードにそれらを譲渡する。
ヤミーを誕生させる触媒となった宿主には、基本的に肉体的な損傷はないが、中にはヤミーを生み出した記憶や自覚がなく、さらには抑制力を失って禁断症状のようにその根本となる欲に依存する者もいる。
その肉体は大量のセルで構成されているため、攻撃を受けると傷口からメダルが溢れ出し、必殺技などで完全に滅せられると大量のメダルに戻る。また、グリードにセルを譲渡する時も、自らの肉体をメダルに還元して消滅する。一部のヤミーは、親となるグリードと同じ属性の自然要素を用いた攻撃を持つものもいる。
なお、以下のように創生者となるグリードの特性を受け継ぎ、そのヤミーの成長方法（欲望を収集する手段）が異なる。後藤はこの分類を「属性」と称している。
昆虫系成長ヤミー
ウヴァによって生み出される。セルを宿主に投入すると、ミイラのような白ヤミーという姿で宿主から分離して誕生。
ウヴァは地位や金など、分かりやすい欲望の人間を標的にしていた。宿主が抱く「欲望」を叶えるための行動を、ヤミーが替わりに実行することで成長、独自の姿に進化変身する。欲望が、「欲しい」という「物欲」である場合はその対象（物体だけでなく才能などの概念も含む）を摂取、「したい、なりたい」という「欲求」であった場合はそれに基づいた「行動」を実行することで成長する。また、元になった欲望が複数の強い思いが秘められた多重構造であった場合、成長に伴い2体以上のヤミーに分離することもある。成長スピードが早く短時間にセルメダルを稼げるが、自分以外の者に奪われる危険性もあるため、大抵はヤミーの作り主であるウヴァが自ら戦線に出てきてサポートする。
なお、成体は会話が可能なほど知能が高い個体が多く、メダル収集のほか刺客として送り込まれることもある。
猫類系成長ヤミー
カザリによって生み出される。セルを投与した宿主に白ヤミーの段階で寄生し、欲求のままに暴走させ、満たされた欲望を直接摂取して成長する。
カザリは獲物となる人間にやや離れたところからセルメダルを投げ入れる。寄生された宿主は欲望を暴走させるが、宿主本人が満足したと思っていてもヤミーが勝手に暴走し続けることもある。成長しきると逆に宿主の体をも己の体内に取り込んでしまうため、宿主を体内から救出した上で倒さなければならない。また、宿主を拘束するなどして動きを止め、禁断症状状態にして分離させる方法もある。その特性上、人命を最優先する映司にとっては最も戦いづらいタイプである。
なお、成体はモチーフとなった生物に加えて、宿主の容姿や欲望に基づいた外見をとる。
重量系成長ヤミー
ガメルによって生み出される。人間ではなくガメルが自身にセルを投入することで、最初から成長体で誕生する。生み出す起因となったガメル自身の思い付きを叶えるために行動するが、前述の性質から現場での戦力確保を目的に生み出させられることもある。
ガメルと同様、鈍重ながらも頑丈で、後述の合成系ヤミーにもその性質が反映されている。生み出す際セルを大量に消費する必要があるが、満たした欲望の受け皿が自分自身であることから増殖したメダルは直接ガメルの体に蓄積され、後でヤミーから回収する手間がなく奪われる危険性も少ない。逆にヤミーそのもののセルは能力を使う度消費されていくため、このヤミーを倒しても得られるメダルは1枚だけである。
水棲系成長ヤミー
メズールによって生み出される。セルを投入した宿主の住居などに卵を発生させ、宿主の欲望を糧に巣の中で無数の卵を白ヤミーを介さずに成長させる。巣と卵は周囲の風景に溶け込むよう擬態しているため、孵化するまでは機械などを使用しない限り人間には認識できない。
成長に時間がかかるものの、一度に大量のヤミーが誕生するため、効率よく大量にセルを集められる利点がある反面、卵の状態のヤミーは無力である。
鳥類系成長ヤミー
アンクおよびアンク（ロスト）によって生み出される。セルを投入した宿主が一瞬卵に包まれた後に白ヤミーとして分離し、その欲望に基づいた行動を起こすなどウヴァの昆虫系ヤミーと類似している。相違点として、宿主の思い入れがある区間（巣）に宿主を閉じ込めて、宿主の欲望を満たすために欲望を運ぶという親鳥のようなプロセスを取り、場合によっては宿主の欲望を暴走させるという特徴がある。
最初はアンク（ロスト）によって作られていたが、ロストが消滅し本体が力を取り戻してからはそちらによって作られることとなる。なお、アンク（ロスト）によって作られた個体は、腕のアンクには従おうとしない。
合成系成長ヤミー
複数の属性を組み合わせることで誕生した新種のヤミー。劇中ではカザリが別属性のコアを取り込むことで単独で作った個体と、メズールが自身の欲望をヤミーの素とするガメルにセルを投入することで作った個体が登場する。
育成方法は特に決まっておらず、様々なグリードの用いる方法で育つ。成長後の姿が2種類の異なる生物をモチーフとしており、両者の属性の特徴を併せ持つため戦闘力が上がっているだけでなく、一方の弱点を他方の性質によって無効化するため、よりオーズを苦戦させる存在となっている。
厳密にいえば2匹のヤミーが融合したものであり、任意で通常のヤミー（1つの系統のみ）を生み出すことができる。また、合成系も一方のヤミーが何らかの理由で破損した場合、残ったヤミーが突然変異、暴走するおそれがある。
戦闘員系ヤミー
打倒仮面ライダーを願う千堂院 / ショッカー骨戦闘員の欲望が肥大したことによって、繁殖していた合成系ヤミーの卵から孵った特殊なヤミー。
宿主であるショッカー骨戦闘員の命令に忠実であり、「出動!!」の掛け声で一斉に現れる他、最低でも屑ヤミー以上の能力を有して主にスティックを用いて戦闘する。劇中、骨戦闘員本人もナイフを手に参戦しており、元ショッカー所属なだけあって格闘術の心得がある。
歴代シリーズに登場した戦闘員の姿を冠してはいるが実体はセルメダルで形成された複製に過ぎず、カザリがそれ目当てと気づいた骨戦闘員は利用されたことに憤怒し、オーズに加勢している。

絶滅動物系成長ヤミー
恐竜系コアを投入され、その「器」となった真木によって生み出される。人間ではなく器物にセルを投入することで最初から成長体で誕生。空想上の動物や絶滅動物の姿をしている。
恐竜系コアが「存在しない」生物の特徴によって「無」の欲望を持つことから、周囲の欲望を「無」に帰すことを行動原理とし、セル＝欲望の増幅ではなく純粋な破壊活動を行う。セルを増幅しないため、このヤミーを倒しても得られるメダルは重量系同様1枚だけである。
破壊活動の内容は媒体となったものに込められた想いによって左右されるが、大抵は真木が自分の所有物から作り出すため無差別殺人や刺客としての役割が多い。
他系統のヤミーよりも遥かに高い戦闘能力を持つ。
屑ヤミー

グリードがセルを半分に割って生み出す下級ヤミー。白ヤミーよりも下位にあり、成体にも成長することはない。
劇中ではウヴァしか使用しなかったが、アンクの発言によると他のグリードも生み出すことができるようである。また、メダルの器 暴走態から無数に発生する個体は人間を捕食する性質を持つ。
外見は白ヤミーと酷似しているが、包帯の巻かれている面積が狭く、顔の中心に黒丸があるなどの差異がある。物理攻撃に対しては即座に復帰する耐久力を持つが、白ヤミー以上に鈍重で、ガタトラバの電撃や人間の対物火器などには耐性がなく、直接の戦闘力も乏しい。人間に寄生することでセルを増殖することも可能だが、人間1人につき1日1枚と増殖ペースは極めて遅い。しかし、宿主がいらずに量産が容易（1枚につき2体）なことに加え、破損したメダルゆえにグリードでも気配を感知できず隠密行動時に発見される危険性も少ないというメリットがあり、陽動や時間稼ぎに利用される戦闘員のほか、大量の人間に寄生させることにより時間をかけながらも秘密裏にセルを儲けていくといった役割を担う。

## 世界設定・用語
本作品ではカバラや錬金術をモチーフにした設定が多く見られる。
クスクシエ
舞台である東京都武蔵野市夢見町にある、日替わりで世界各国の料理を出す多国籍料理店。店名の由来は、クスクスのフランス語読みと、クスクスを作る蒸し器の名前からとられている。店長である知世子の趣向により、毎回様々な世界各国をテーマとしたフェアを催しており、店員の衣装（コスプレ）や店の内装もテーマに合わせて変えている。知世子以外は店に正式に所属しているわけではない。
鴻上ファウンデーション
オーズを支援する謎の巨大財団。ライドベンダーやメダジャリバーなど、セルメダルを利用する武器や装備の開発やカンドロイドの生産を行っている。
その目的は欲望の増進によって、人類を新たなステージに導くことである。
一部の人物は物語の展開と共に離脱・退職している。
鴻上生体研究所
10年前に鴻上ファウンデーションが設立した真木が所長を務める傘下の施設。セルメダルを利用したライドベンダーやバースの開発が目的で、新型カンドロイドやライドベンダーの生産ラインが置かれている。

オーズ
本作品のキーワードの一つで、人物によっては様々な解釈がなされている。
真のオーズ
真偽は不明だが神にも等しい新世界の王と称される存在。
理由は明かされないが、鴻上はこの存在を生み出そうとし、最終的にその器として映司を選ぶ。
劇中では過去のオーズや錬金術師ガラ（劇場版）が一度に大量のコアメダルを取り込むことで成そうとしたが前者は制御できず、暴走した末にグリードごと封印されるという結末を迎え、後者も人としての形を失い凶暴化してしまっている。逆に映司はコアメダルの中で最も強力な恐竜系のみを体内に宿し、後は鴻上が収集していた無数のセルメダルを吸収することで、人間の姿を保ったままこの境地に至った。その間は失敗した過去のオーズが初めて変身したというタトバコンボの力により、グリードの中でも高い戦闘力を誇るウヴァを正面から圧倒するほどに驚異的な力を見せた。

### オーメダル
作中のキーアイテムで、800年以上前に当時の4人の錬金術師たちが王の命令で人工の生命を作るため、人間の欲望を元に地球に生息する様々な生物種の特性を凝縮して作った神秘のメダル。
人間をオーズに変身させるとともに、グリードの身体を構成する細胞の役目を果たす。メダルの表面には生物のシンボルマークが描かれている。以下の2つの種類が存在する。
コアメダル
金色の基盤に、それぞれの属性の配色（鳥類系〈赤〉・昆虫系〈緑〉・猫類系〈黄〉・重量系〈灰〉・水棲系〈青〉・恐竜系〈紫〉・爬虫類系〈橙〉）を持つメダル。
7種類のカテゴリーに分類され、カテゴリーごとに10枚のコアメダルが作られた。生物のパワーがより大きく封じられたものであり、基本的に増殖したり消滅することはないが、恐竜系コアによる干渉によって破壊することが可能となる。この10枚から1枚を抜き取り、9枚という「欠けた」数字にしたことで、「足りないがゆえに満たしたい」という欲望が誕生・増幅、それらがグリードの元となっている。グリードにとっては身体の核に当たるため、彼らはオーズの持つコアを執拗に狙っている。
7種のうち恐竜系コアだけは10枚揃った状態で800年前にも世に出ることはなく、グリードを生み出すこともなく封印されたまま現在に至っていた。しかし、鴻上によって日本に持ち出され、財団から離反した真木によって解放されるとともに、1枚のメダル（プテラ・コア）を取り除かれることによって自律意志が発生、取り除かれた1枚を含めた5枚ずつが映司と真木の肉体に取り込まれ現代に復活を果たした。また、絶滅動物系コアは無に帰す力によって他のグリードのコアメダルを破壊する能力を持ち合わせており、真木と映司によって800年前にはなかったコアの減少が生じている。
最終的に恐竜グリードの崩壊によって発生したブラックホールに吸い込まれ、恐竜系コアメダルは10枚のうち7枚が粉々となり、3枚が恐竜グリードと共にそれぞれ消滅。他のコアメダルもその所在が不明となった。
裏面はカテゴリーごとに頭部用には1本・腕部用には2本・脚部用には3本の横線が入っている。
セルメダル
銀一色のメダル。裏面は全カテゴリー共通で×のマークになっている。
全21種類だが、いずれも同等の力を秘めている。コアメダルほどのパワーはないものの、人間の欲望を糧にして際限なく増殖することができ、グリードの身体の大部分を構成するとともに、人間（あるいはその欲望）をヤミーに変える力を持つ。コアとは異なり力を使い果たすと消滅してしまうため、オーズはセルをツールに力を与えるための消耗品として扱う。
グリードが封印されている間に鴻上ファウンデーションによって研究や開発が行われ、ライドベンダーやメダジャリバー、カンドロイドに仮面ライダーバースといったセルを利用するための装備が生み出された。
なお、セルの用途は全カテゴリー（鳥類系・昆虫系・猫類系・重量系・水棲系・恐竜系・節足動物系）共通であり、使い分けることはない。

## 制作背景

### メダル
2009年秋、『仮面ライダーW』の次回作のチーフプロデューサーに就任した武部直美は、新しい仮面ライダーについて3つのコンセプトを提示した。
1. 当時は不況で世間に活気がなかったため、積極的で明るいヒーローが望ましい[186]。
2. 敵を倒すことで何らかの対価を得られる[186]。
3. カラフルで多様なフォームに変身できる[186]。

これを受けてプレックスは、「どんな分野でも世界一の能力を持つ『仮面ライダーナンバー1』」を考案し、それがやがてオリンピックの金メダルをモチーフとする発想につながった。
作品のキーアイテムをメダルに設定する案は、平成仮面ライダーシリーズ制作の途上で幾度も浮かび上がってはいたが、収集するほど多くのメダルが存在する理由付けができなかったため、実現したことはなかった。しかし今回は、「様々なナンバー1の能力を秘めたメダル」を集め、その組み合わせで多彩なフォームチェンジを披露するキャラクターとすることで、武部プロデューサーの要求に合致できたのである。
前作の仮面ライダーWが「ボディを縦に2分割」したデザインだったため、その流れで新ライダーは「ボディを横に3分割」したデザインとなることが自然に決まった。また「3」というキーワードには、金・銀・銅の3つのメダルに通じる側面もあった。初期の構想では、3つの全く異なる動物の能力を組み合わせることで意外な新フォームに変身するというものだったが、このアイディアは同系統の動物のメダルをそろえるという形に整理され、後の「コンボ形態」となった。
また、当初は機械の能力もメダルの候補に含まれていたが、主役ライダーは動物モチーフに限定し、メカ系のメダルは2号ライダー用とすることが決まった。
企画中、制作スタッフは1969年に刊行された石ノ森章太郎の創作SF童話絵本『ちいたかわしわしごりらんらん』を発見した。その内容は、気弱な子供が科学者の父親に頼んで、各種の動物の優れた部位を移植してもらうというもので、その部位とはチーターの脚・タカの目・ワシの翼・ゴリラの腕であった。仮面ライダーオーズの設定と共通する要素が多いが、これは偶然の一致であり、この絵本が原作として参考にされたわけではない。石森プロの早瀬マサトはこの絵本を見て、「タカの能力は優れた視力」という設定に自信を持った反面、「我々はいつまでも石ノ森先生の手のひらで踊らされているだけなのでは」と複雑な思いを抱いたという。
コンボ形態の設定が決まりつつあった中で、問題となったのがキーアイテムのメダルの扱いである。当初は金・銀・銅の3つのメダルが考えられていたが、種類が多くて紛らわしいため、銅メダルの存在は切り捨てられた。しかしメダルを2種類に絞り、金メダルを変身に用いる貴重な物とした後も、銀メダルの使い道がいっこうに決まらず、スタッフを悩ませ続けた。そこに救いをもたらしたのは、脚本の小林靖子が提唱した「メダルをジャラジャラしたい」という演出案であった。つまり銀メダルは怪人の体を構成する物で、斬るとジャラジャラ落ちてくるのである。こうして金メダルは希少な変身アイテム「コアメダル」となり、銀メダルは消費アイテム「セルメダル」となった。こうして多くのメダルを掴み取りしたい目的で別に設定されたセルメダルには、コンボチェンジには使えないという意味から×のディテールを裏に入れている。

### キャラクター設定
火野 映司（）
- 欲望をなくした御釈迦様という案が挙がり、エスニック系の服を着ているのもそこから反映された。
- なお、映司という名前は、初期案「借金ライダー」から「火の車」と「某借金まみれの漫画の主人公の名前」から、また名字と名前を1字ずらすと「はねおうず」（羽 オーズ）になるが、これは制作側も「まったく考えていなかった」とのこと。

アンク
- 名前はヒンディー語の「目（タカの目）」に由来する。アンクも「圧する」に因んで「アッシュ」という名前も候補に挙がっていた。
- 当初は主人公が欠けた身体を取り戻していくという案があり、その横にいる借財の取り立て人のような位置付けとして設定され、主人公の横で静かに手に入れたセルメダルを確認する可愛らしい男の人を想定していた。数が多いオーズのフォームの変身を制限するため、変身アイテムを管理する銀行のような存在として設定され、主人公が借金を返済することでメダルを手に入れて強化するという案があった。アイスキャンディーが好きという設定は、単なるキャラ付けであったといい、特に深い意味はないという。
- 完全体はアンク（ロスト）とは別にスーツが制作された。黄色い額右側の部分はアンクの人間態の髪型を取り入れている。
- 手甲側は鳥の羽根や翼をモチーフとした形状となっており、掌周辺は猛禽類を彷彿とさせるディテールとなっている。
- 腕アンクの状態はアップ用では全ての指が造形されているほか、メダルを掴むときなどの際には人差し指と中指は実際の指にメイクと付け爪が施される。合成時にはブルータイツを黒い布から先に着用して行う。三浦が着用する際には同様のプロップが用いられるが、水を浴びるなどの過酷な扱いを受けるため、数個が用意された。宙を飛ぶという設定のため、紐をつけることとなった。アンク（ロスト）に大量にセルメダルを持っていかれて弱った際の状態は、無闇にリアル志向になってグロテスクになることを避け、ダメージを表現するために腕の片翼をもぎ、薄手の黒いビニールテープを貼り付けている。
- 三浦が舞台に出演していた際は、腕のみで乗り切った回もあったという。

泉 比奈（）
- 怪力という設定は、アンクにヒロインが何も抵抗できなければきついと考え、比奈にアンクが敵わない三すくみ状態の理由として設定された。

白石 知世子（）
- キャラクターのモデルは、東映のプロデューサーのたかのてるこ。また、グリードが寄せ集めのキャラクターとして設定されたため、知世子の経営する「クスクシエ」は国籍料理店という設定となった。

真木 清人（）
- 鴻上の「ハッピーバースデー」に対して「レクイエム」と言わせ、真木の登場シーンには鎮魂歌を流している。
- キヨちゃんは二つの大きな磁石が体についており、鉄板が入ったサポーターを神尾の衣装の中に入れて付け、袖の布地を手に付いたクリップでつまんでバランスをとっている。

伊達 明（）
- 「アキラ」という名前は、脚本の小林が好きな名前からとられたものであるという。
- 岩永が好きであったルパン三世が役の中に取り入れられている。グリード側に付いた際に、グリード化して後藤に倒されるという案もあったが、東日本大震災の影響でなるべく明るくしたいということから変更となった。

仮面ライダーオーズ
- スキャン後の左手は、フォームごとに少し変えている。
- 映司役の渡部の提案で、コンボごとにポーズの手の形を変えている。オーズのスーツアクターを務めた高岩成二は、動物や昆虫の型を用いる中国武術を多用している。
- オーズの撮影用スーツはパーツごとに製作されたため、「スーツを何着作った」とひとまとめに表現するのは難しい。オーラングサークルは何種類もあることから、中央のみのプレートが作られ、上下のプレートをそこに取り付けるものとなっている。

ツール
オーズドライバー
- 仮面ライダーWの変身ベルト「ダブルドライバー」の、2つのメロディラインを合わせるギミックを越えるため、バンダイの滝口雄介はコマーシャルソングのような歌がベルトから流れるというギミックを考案した。滝口は「富士サファリパークのCMソングみたいな曲」とたとえていたが、実際にそのCMと同じく串田アキラがオーズドライバーの音声を担当することになった。
- 当初はバックル側にオースキャナーが固定され、メダルをそのままスライドさせて読ませるギミックであったが、バックルが重くなるため、取り外し式となった。また、バックルも横に真っ直ぐのものであったが、変身時にスキャン操作がしやすいように斜めに読み込むことから、メダルを入れやすくするために可動式にして、斜めにするものとなった。バンダイ側からは、玩具の分かりやすさから順番に右側から入れてほしいと言われたが、アクション監督の宮崎の考案した左右を入れてから真ん中を最後に入れるポーズにしたものが採用された。
- アップ用・アクション用・バイク用が制作され、アップ用はコアメダルを装填して傾けることのできるギミックが付いたものがないものの4種類と新規造形のものがある。
- 玩具のメダル読み取りには、乗車カードなどと同様のRFIDが用いられている。

メダジャリバー
- オーズがどんな色でも邪魔にならないように、メタリック水色を基本の色としており、オーズドライバーのカラーリングや幾何学模様に合わせてデザインされている。レバーはスロットマシンをイメージしている。
- メダレバーが可動し、メダルを装填することが可能なギミックが付いたアップ用、アップ用、アクション用の3本が制作された。

タトバ コンボ
- 仮面ライダーオーズのコンボ形態は原則的に全身が同系色になるが、それでは3分割したボディを変化させるというキャラクターの特徴がわかりにくくなる。そのため基本形態であるタトバ コンボは、原則から逸脱しているがインパクトを重視して、赤・黄・緑に彩られたカラフルな姿にデザインされた。ただし亜種とは異なる特別な感じを出すために、胸のオーラングサークルの縁取りは金色になっている。
- オーズのスーツアクターを務めた高岩成二は、バッタが足のため、足技を用いている。

部位
タカヘッド
- 顔面のタカシールドは、ファンタジックな雰囲気を求めてナスカの地上絵をモチーフとしている。
- マスクはアップ用・アクション用の2種類が制作された。パープルアイの状態は新規造形のアクション用の眼やブラカワニの眼を換装して表現された。胸元のオーラングサークルの意匠はショッカーマークのオマージュになっている。

トラアーム
- 手のひらには肉球や爪をイメージしたディテールがある。トラクローは展開した篭手パーツを換装することで展開ギミックを表現している。

バッタレッグ
- 展開時のバッタレッグはCGで描写されるが、位置決めのために撮影用プロップが片足のみ製作された。スーツとして着用することはできず、大腿部より上に伸びた支持棒をつかんで扱う。

ガタキリバ コンボ
- 当初から玩具の合体解除用のボタンが背面に必要なのは決まっており、背面に胸の円に対応したディテールがあると収まりがいいため、同様に円を入れている。バッタレッグの裏や背面に線が多いのは、どこで着ぐるみを切断してもいいように配慮した結果であるという。

部位
クワガタヘッド
- マスクはアップ用・アクション用の2種類が制作された。クラッシャーにあたるノーズブロッカーは羽根をモチーフとしており、ディテールが少なく、空気孔が設けられなくなることから、自分の吐いた息が戻ってくるため、後に修正・改良された。

カマキリアーム
- カマキリソードは収納された通常時や、ソード単体のプロップ、ソードがない状態のものを換装しており、それぞれのアクション用も存在する。

バッタレッグ
- 撮影用スーツはタトバ コンボの部分流用ではなく、同形ではあるが新規にガタキリバ用レッグが制作されている。展開時には撮影現場での位置決めなどに使用されるスーツへの装着が出来ない片脚のみのプロップが別に制作された。

必殺技
ブレンチシェイド
- カマキリの卵が孵化すると大量に子供が出てくる様子と、パチンコの大当りからヒントを得て考案された。

ラトラーター コンボ
- ポーズの手の形は、爪を立てたかのような腕の形をとっている。

部位
ライオンヘッド
- 他のコンボと異なってモチーフであるライオンの頭部を上から見たデザインとなっており、顎がライオンの鼻、頬の線がヒゲにあたる。ライオネルフラッシャーは回転ギミックが検討されていたが、フィギュアに仕込むと頭部が肥大化してしまうため実現せず、その名残で風になびいたような左右非対称の造形となっている。猫類系の動物をすべて正面向きにすると区別をつけづらいという理由から、オーラングトップに描かれたライオンは横向きに描かれている。

チーターレッグ
- デザイン段階では車輪走行を検討していたが、ロボットのようになってしまうため取りやめとなり、その名残で足の甲にタイヤ状の造形がある。オーラングアンダーのチーターの顔は、ライオンと同じ理由で横向きに描かれている。

サゴーゾ コンボ
- 構想段階ではゾウが頭部でサイが脚部だったが、サイは顔の角が特徴的なため、部位を入れ替えてデザインされた。

部位
サイヘッド
- 正面から見たサイの顔がデザインモチーフで、グラビドホーンだけでなく顎から延びるラインもサイの角をイメージしており、顎の両脇にある黒い溝が鼻の穴にあたる。

ゾウレッグ
- 膝はゾウの頭、すねが長い鼻、つま先のへこみが鼻の穴をイメージした造形になっている。

タジャドル コンボ
- タジャドル コンボは、シリーズ他作品でいうところの第一強化形態に該当する。他のコンボとは異なる特別な感じを出すため、デザインには以下に挙げる工夫が凝らされている。
  - 頭部が他のコンボや亜種では使用されないタカヘッド・ブレイブに変化。
  - 他のコンボのボディカラーは、頭部・上半身・下半身で同系色を用いつつも色味を変えていたが、タジャドル コンボは同じ色味で全身が統一されている。
  - 胸のオーラングサークルには金の縁取りが施されている。また、描かれた紋様も3部位が一体化して一羽の鳥となっている。

- そのほか、独自性を出すために「亜種が作れないコンボ」とすることも検討されたが、『仮面ライダーバトル ガンバライド』でクジャクとコンドルの亜種ができるようになっていたため取りやめとなり、亜種が作れないという設定は最終形態のプトティラ コンボに持ち越された。
- 単純な強さではプトティラ コンボのほうが上だが、最終決戦で活躍した形態であり、またアンクのコアメダルを用いているという点で、「タジャドルが最強なんですかね」とスーツアクターの高岩成二は述べている。ポーズの手の形は翼のようにしている。

部位
タカヘッド・ブレイブ
- 通常のタカヘッドが鳥を真上から見たデザインなのに対し、タカヘッド・ブレイブは鳥を正面から見た状態をモチーフとしている。翼と脚のギミックを展開した際に一羽の鳥に見えるように、鳥をイメージしたくちばしのようなバイザーを顔に付けており、当初は金色であったが、それではストレートなため、透明となった。
- 撮影用スーツには電飾が仕込まれており、タカシャープアイとゴルドオークォーツが発光する。

ツール
タジャスピナー
- オーズドライバーの玩具を開発中に、回転する物を読み込めることやオースキャナーが6枚までメダルを読み込めることが判明したため、円形の武器としてデザインされた。当初はボウガン型が構想されていたが、大きくなりすぎたためパーツを取り払った結果として、巨大なメダルのような形状になり、後部のレバーはその名残りである。
- 回転・展開ギミックのあるアップ用、ギミックがないもの、アクション用の3種類が制作された。

シャウタ コンボ
- テレビシリーズだけで7種類ものコンボがあるので、後半に登場するシャウタ コンボは特にトリッキーな形態としてデザインされている。前作『仮面ライダーW』でボディが真っ二つに割れたり、手足がグネグネと伸びる演出があったので、シャウタ コンボの下半身がタコ足に変わるという奇抜な設定も抵抗なく実現した。ポーズの手の形は、クネッとした雰囲気のものとなっている。

部位
シャチヘッド
- モチーフのシャチを頭からかぶったような形状をしており、こうした造形はスーパー戦隊シリーズではよく見られるが、仮面ライダーシリーズでは珍しい。後頭部の黒地に白い模様が入っているのもシャチの尾びれをイメージしている。

ウナギアーム
- デザインには遊び心が盛り込まれており、左右のウナギショルダーには、それぞれ電極を意識した「+」と「-」の刻印がある。また、ボルトニングドライブは稲妻状に描かれている。
- 電気ウナギウィップは肩に装着されているものとは別に、2m程度のプロップが別に制作され、アタリ用として使用されている。

プトティラ コンボ
- タトバコンボの強化形態や全てのメダルを装備したグラデーションカラーの案もあった。最強フォームであるプトティラ コンボを唯一無二の存在とするために、恐竜系コアメダルは他のメダルと相容れず、亜種形態を作れないと設定された。そのためデザイン面で他のコンボとの組み合わせを考慮する必要がなくなり、胸のオーラングサークルにはメダルらしさを強調するために立体的な厚い金縁が施されている。なお当初は頭部がトリケラで胸がプテラ、脚部はティラノと構想されていたが、オーズの発展形であるならば頭部にはタカと同様に空飛ぶものが来るはずということで、トリケラとプテラの部位が交換された。
- ポーズの手の形は最初に考案されたものはタトバコンボと重複することから現在の形に変更となった。

部位
プテラヘッド
- マスクはアップ用・アクション用の2種類が制作された。

トリケラアーム
- エクスターナルフィンはアップ用・アクション用の2種類が制作され、シーンに応じて付け替える。

ティラノレッグ
- テイルディバイダーは、アタリ用にスーツへの装着が不可能なプロップが別に制作された。

ツール
メダガブリュー
- 企画段階ではオースキャナーとの連携も考えられていたが、重くなってしまうため合体案は取りやめとなった。デザイン面では、掘り起こされた禁断の武器というイメージで、古代風の模様や岩のディテールを取り入れてインパクトを増す工夫がなされている。
- プロップはアップ用・アクション用の2種類が制作され、実際に変形が可能となっている。
- 必殺技使用時には「プットッティラ〜ノ・ヒッサ〜ツ♪」という歌が流れ、セルメダルを食べさせるとゲップの効果音が発せられる。玩具にはそのほかに各コンボの変身ソングが収録されているが、オーズドライバーに装填するコアメダルの価値が下がらないように、メロディーのみとなっている。なお、恐竜の顔がついているので「いくぞ、映司!」のようにしゃべるアイテムとする案もあったが、アンクの存在と重複するため採用されなかった。

仮面ライダーバース
- 番組の企画初期は、仮面ライダーの能力モチーフとして動物も機械も混在して扱われていたが、主役ライダーのオーズに動物要素を集約させることが決まったため、2号ライダーのバースはメカモチーフとなり、手足にさまざまな工業機械を装着するというコンセプトとなった。使用するアイテムは歯車のような「メカメダル」という案もあったが、セルメダルの設定ができあがったため、そちらが採用された。その後、子供が実際にコインを使用する対象であるガシャポンの要素を取り入れることとなった。透明フードをかぶったバースの頭部デザインはハカイダーを意識しており、また低い位置から伸びる黒いゴーグルは星雲仮面マシンマンをイメージしている。涙ラインの代わりに黄色いラインを顎に入れている。
- グリーンとクリアのツートンカラーはガシャポンをモチーフとしており、ガシャポンの「何が中に入っているかわからない」感じをイメージさせるために、地にプリズムシートを貼り込み、厚いクリア層で覆っている。リセプタクルオーブは、フードを開けた状態のものに換装可能となっている。
- 主要変身者が2名いるため、スーツアクターの永徳は伊達を「基本ノーガード戦法」、後藤を「古武術的なカウンター」というコンセプトで演じ分けている。また、伊達は余裕を見せるような体を開いた姿勢、後藤は斜に構えた戦闘態勢とも述べており、後藤については体を細く見せるために歩き方も変えている。伊達と後藤が同時に変身する際は別のスーツアクターが片方を演じているが、皆後藤は難しいとして伊達を演じたがるという。

ツール
バースドライバー
- ガシャポンをモチーフとしたベルトは、オーズドライバーの案の一つであった。
- アップ用プロップは、グラップアクセラレーターが回転可能なほか、開閉ギミックが設けられている。

バースバスター
- 当初はオーズの武器としていた武器である。構造上や安全基準からメダルは飛ばせないことから、当初からメダルを薬莢のように溜める前提でデザインされた。なお、里中役の有末麻祐子が扱う撮影用プロップは、通常より小ぶりの専用モデルである。

ノーマルモード
- 劇中では使用されたセルメダルは消えてしまうが、玩具の場合はメダルが消えるわけではないので、撃ったメダルを回収する手間を省けるように、自動的に下部のポッドに排莢→ポッドを上部に付け直して供給というギミックが考案された。

バース・CLAWs（クロウズ）
- 当初は働く車をモチーフとしていたため、デザイン企画中には各ユニットの全体をそれぞれのイメージカラーで彩る案も出たが、合体時に戦隊ロボのように見えてしまうため採用されず、イメージカラー程度の面積に抑えられ、ガンメタリックを基調とした配色となった。

ショベルアーム
- プロップはバネが腕の中に仕掛けられており、取っ手を掴むことでバケットの親指側の開閉が可能。

CLAWs・サソリ
- デザイン企画中はバースの乗用マシンになる案も出たが、9種類から6種類に絞られたことでサイズが合わなくなり、サソリのメダルがあったことからサソリ型の支援メカとなった。撮影用プロップは存在せず、フル3DCGによって描画される。

バース・デイ
- 当初はオーズのようにCLAWsを3つずつ付けた姿を一形態として、パワー形・スピード形・ビルド形の3形態が考案されたが、最終的にすべてを描ききれないことから6つのみに絞られた。
- バンダイ側は玩具オリジナル形態として想定していたらしいが、プロデューサーの武部の意向により映像作品に登場することとなった。撮影用スーツにプロップを取り付けることで再現可能だが、全身のボリュームが膨れ上がるため激しいアクションはできない。

仮面ライダーバース・プロトタイプ
- 仮面ライダーバース・プロトタイプは企画段階から存在したキャラクターではなく、番組放映中に制作されたものである。当初は伊達が死亡して恐竜グリード化する展開が構想されていたが、視聴者間での伊達の人気が想定以上に高かったため棄却され、伊達を再活躍させる手法としてもう1体のバースが造られることになった。撮影終了後にスーツをプロトタイプから通常のバースに戻せるように、デザインの変更点はオプティカルマーカーの付与程度に留められた。マーカーの色が赤なのは、バースの差し色に用いられている緑の補色だからである。
- 仮面ライダーバースの撮影用スーツはアップ用とアクション用の2着しかないため、ダブルバースのそろい踏みとなる場面では、アトラクション用スーツをカッティングシートを貼り付けてプロトタイプ仕様に改造して用いている。

ライドベンダー
マシンバイクモード
- 撮影用車両のベース車種はホンダのシャドウファントム。ストロンジウムスクリーンの形状はオースキャナーをモチーフとしている。メダルを吸い込む掃除機バイクという案もあった。

トライドベンダー
- 作品全体のモチーフであるメダルからの連想で、バイクが自動販売機に変形することは当初から決まっていたが、合体までする予定はなかった。しかし「ライドベンダーでは敵を倒せないのではないか」という指摘が玩具開発サイドから出てきたため、急遽合体ギミックを取り入れた形に再デザインされることとなった。また初期案ではサソリのカンドロイドとの合体が考えられていたが、オーズの基本フォームであるタトバ コンボのモチーフのひとつであり、金と黒のライドベンダーに色をそろえやすいトラのカンドロイドへと変更になった。
- 撮影用プロップはカウル部分まで造形されており、そこから下の車輪部分は完全にCGで描画されている。「動物的に動かしたい」という柴﨑の意向により、あたかもオーズが暴れ馬を抑えているような、ピョンピョン跳びはねるアクションがCGで表現された。

カンドロイド
- 仮面ライダーオーズの変身ベルトや武器と同様に、ナスカの地上絵のような幾何学模様がデザインに取り入れられている。また裏モチーフとして歴代仮面ライダーの顔を基本にしており、額の「Oシグナル」と目の下に伸びる「涙ライン」は必ず取り入れられている。
- 制作コンセプトは「メダルを使うと出現するサポートメカ」であり、自動販売機で買った缶が変形することは当初から決まっていた。初期案の中には「缶が剣や銃に変形する」「巨大自販機から出てきた巨大缶が乗り物に変形する」というものがあったが、やがて動物型になることに決まった。その後も「3段に分割するカメ缶」「爆発音を放つスカンク缶」などが考え出されたが、オーズの変身モチーフと同じ動物に絞って選び直された。
- 玩具のサイズは缶コーヒーを基本として、それより少し大きめに作られている。販売成績は累計80万個を越える人気シリーズとなった。

電気ウナギカンドロイド
- 企画段階ではコブラカンドロイドだったものが再デザインされて電気ウナギとなった。玩具の頭部には発火石が仕込まれている。

プテラカンドロイド
- タカカンドロイドとは飛翔動物モチーフであることが共通しているが、プテラカンドロイドは同じサイズの缶から変形したとは思えないほど大きく、差別化が図られている。

トリケラカンドロイド
- 仮面ライダーオーズ プトティラ コンボに合わせるならばボディは紫色になるはずだが、プテラカンドロイドとの差別化のため、ミリタリーイメージに基づいて緑色になった。

グリード（アンク除く）
- アンク以外のグリードは、アンクと同様にヒンディー語で体を表す名前にしていたが、覚えられないということから、人間の欲望に関連する日本語「奪う」「飾る」「がめる」「愛ずる」が由来となっている。
- メダルを落とす描写は、『ドラゴンクエスト』のモンスターがメダルを落とすところからきている。当初はヤミーを倒すことで、メダルを1枚手に入れるというパターンであったが、それではヤミーが分かってしまうことから、コアメダルをグリード、セルメダルをヤミーから得るものとなった。
- 映司が御釈迦様という案から仏教モチーフということとなり、動物が合体したインドの神様を反映させている。オーズのコンボとリンクさせるため、バッタやライオンなどメジャーなものがモチーフとなった。衣装を着ているようにも見える感じにしているが、ヤミーとの差別化からデザイン化されたライダーのような硬い感じとなっており、ヒーローと怪人のハイブリッドな雰囲気となっている。顔はデザイン化されたマスクとしてのもので、一体化されたゴーグル状の目となっておりヤミー同様閉じたような三重四重のスリットを入れている。ヤミーとの共通項としてスリットのような縞を身体に盛り込んでいる。露出したセルメンの状態を描くため、素体の全身がデザインされた。
- パーソナルカラーの布は、蜷川実花の写真集や香港映画の『HERO』を参考にしている。

ウヴァ
- ウヴァ役の山田は、『ドラゴンボール』のベジータをイメージしている。また、強く見えるように変身前後問わずに腕を組むようにしている。
- 基本的にはバッタをベースにしており、バイオなライダーのような感じで顔もライダーにしているが、目のバッタはゴーグルのため、一つに繋げている。頭部のクワガタのアゴは前ではなく、後ろに流している。肩の触覚のようなものはカミキリムシとなっている。胸はただ塗ったような見た目ではなく、半透明のような見た目にしている。

メダルの器 暴走態
- 生物的ではなく、オブジェ的なものという田﨑のアイデアから「モノ」っぽい印象を強めるため、上下にピラミッドを付けたようなシンプルな基本形状のものに、巨大感を出すため上下や周辺に細かい城壁のようなものを盛り込んでいる。壁面の模様は第1話の石棺からイメージを拾っている。

カザリ
- ほかのグリードとの差別化から猫のようにフワフワっと身軽に歩くようにしている。また、手をポケットに入れる仕草では、ポケットに入れた手の指先を動かすなど橋本が持つ猫のイメージで役作りをしている。
- スケジュールの都合から、彩色デザイン画が描かれず、ラフを基に造型が行われた。ネコの手を肩に付け、全身のトラのパターンは、リアルに描くなど直接的な描写を避け、デザイン化した線を入れ、髪の毛もアクション時の動きが欲しくて付けたものであり、たてがみをそのまま生やすのではなく、プレデターヘアをデザイン化したものとなっている。

ガメル
- ウヴァのデザインを「昆虫系の仮面ライダー」と篠原が解釈し、ガメルのデザインはゾウの仮面ライダーのようにしている。シルエットの差別化を図るため、身体の前面を覆わないアーマーのようなパーツでボリュームを出してなるべく動きやすいようにしている。
- 当初はサイの表皮のようなシワやヒビ割れの入った生物的なものの身体の表面であったが、日本画で描かれたゾウのシワ表現をモチーフとした抽象的なパターンに変更された。

メズール
- ガメル同様、メズールもスケジュールの都合から、彩色デザイン画が描かれず、ラフを基に造型が行われた。タコをカッコよくするため、脚の間に付いた膜をマントに見立てたものとなり、完全復活後はタコの頭がマントに後ろに付いている。また、身体にタコの吸盤のようなものを埋め込んでいる。

巨大グリード暴走態（メズール・ガメル融合）
- 神々しいイメージが欲しいという要望から、神として通用するゾウをメインに据え、各所にメズールとガメルの残りのモチーフを配置している。身体にある模様や冠のように見える部分は神々しさを表現しているが、「生物のように見えるがメダルの集合体のため無機物」というのをアピールする狙いもある。

アンク（ロスト）
- デザイン画では「アンク不完全体」という名称であった。先に描かれていた腕アンクの逆算から全身が描かれた。他のグリードと同様、イメージカラーと黒という配色ではあるが、イメージカラーをポイントで入れるのではなく、鳥系ヤミーのように色をグラデーションで挿しているため、赤味を強くしている。不完全な部分は本来の不完全の状態という形となった。

恐竜系グリード
映司グリード
- スーツは後述する恐竜グリードと頭部を除き共用。ただし、顔だけ色を変えるのではなく、もっと若々しくアクティブな感じにするため、全体のシルエットに違いを出すため、襟の意匠を肩のアーマーに付けているため、こちらにはプテラノドンの要素はない。

恐竜グリード
- 一部関連書籍では『ノブナガの欲望』に登場した恐竜グリードと同じ名称のギルとして紹介されているが、テレビシリーズではその名称で呼称されたことも、また真木自身がその名称を名乗ったことも一切無い。
- ヴェロキラプトルなどの小型恐竜を膝に入れている。

ヤミー
- 名前の由来は「美味しそう」という意味の英語である。序盤は食欲や金銭欲など分かりやすい欲望から話に取り入れられた。
- 白ヤミーはヤミー同様、スリット状の目となっており、包帯を普通に巻くとマミーになることから、筋肉の組織に近い感じの巻き方となっている。
- ヤミーは前面に生っぽい部分を押し出したデザインとなっている。グリードとの差別化からいかにも怪人のような目となっている。具現化した人の欲望という存在のため人の顔を残して、閉じたような三重四重のスリットの目にしている。共通項として、スリットのような縞を身体に盛り込んでいる。
- スーツ造形のものと、CG合成によるヤミーの二種類が存在し、前者はベルトをした人間型の動物の姿をし、後者はモチーフとなった動物そのものに「欲望を掴む」ことを暗喩する手が体の各所に配されている。どちらも人のような顔が付いているのが特徴である。
- セルメンの状態のスーツが何体か作られており、それを三分割して、各グリードの上半身や下半身と差し替えて表現している。デザイン画ではボディは紫であったが、現場判断で茶色に塗り直された。

## キャスト
本作品の怪人「グリード」は、人間に憑依、あるいは擬態するという設定のため、一部を除きその人間態を演じる俳優が怪人態でも声を担当している。
アンク役の三浦は、オーディションではなく『ディケイド』に出演していたことから起用された。

### レギュラー・準レギュラー
- 火野映司 - 渡部秀
- アンク / 泉信吾 - 三浦涼介（2役）
- 泉比奈 - 高田里穂
- 後藤慎太郎 - 君嶋麻耶
- 伊達明 - 岩永洋昭（16 - 38,46 - 48）
- 里中エリカ - 有末麻祐子
- ウヴァ - 山田悠介（1 - 36,43 - 48）
- 真木清人 - 神尾佑（9 - 48）
- 白石知世子 - 甲斐まり恵（2 - 48）
- ガメル - 松本博之（1 - 16,36 - 46）
- カザリ - 橋本汰斗（1 - 44）
- メズール - 未来穂香（5 - 16,36 - 46）
- アンク（ロスト）[261][注釈 32] - 飛田光里（30 - 42）
- 鴻上光生 - 宇梶剛士

### 声の出演
- メズール - ゆかな（1 - 16,36 - 45）
- アンク（ロスト）[177][注釈 33] - 入野自由（29 - 42）
- オースキャナー音声、メダガブリュー音声 - 串田アキラ
- ナレーション - 中田譲治

### 主なゲスト
- 伊藤茂[262][注釈 34] - 伊佐陶太（チョイチャック / 1,2）
- 河瀬高志[263][注釈 35] - 川合鉄平（チョイチャック / 1,2）
- 七美 - 伊藤れいこ（1,5,6,15,35,36）
- 結花 - 森林永理奈（1,5,6,15,35,36）
- 森沢篤 - 田窪一世（1)
- 夫人 - 夏野まあや（1）
- ルウ[注釈 36] - 石山メリサ（2,10）
- 女性客 - 片岡美紀（2）
- 会長 - 今村均（2）
- 社員 - 成島有騎（2）
- 腹時門太 - 福沢重文（3,4）
- 野次馬A - 阿部博明（3）
- 野次馬B - 小嶋マコト（3）
- 警官 - 中村博亮（3,4）
- 作業員 - 高橋光（3）
- 男の子A - 佐藤涼平（4）
- 男の子B - 松本大空（4）
- 女A - 平井未来 (4）
- 男A - 只野直行 (4）
- 山野遥 - 寉岡萌希（5,6）
- 小森武 - 渋川清彦（7,8）
- 小森桃子 - 安藤玉恵（7,8）
- 小学生 - 芦澤春杜、山下哲平、吉澤天純（8）
- ピアノ吹替 - 橘高昌男（8）
- 只野通 - 坂本真（9,10）
- 少年 - 鈴木福（10）
- 研究員 - 森田陽祐、阿部翔平（10）
- 筑波敬介 - 阿部進之介（11,12）
- 三隅逸雄 - 田村圭生（11）
- 澤田幸太郎 - 杉崎真宏（11）
- マサジ（目黒マサジ）[264] - 山本栄治（11）
- 目黒（目黒マサジ）[265] - 黒川忠文（11）
- マネージャー - 天野和義（11）
- 女性編集者 - 松山美雪（11,12）
- DJ - 伽世子（11）
- 女性司会者 - 平木ひとみ（11)
- イベントプロデューサー - 岡野友信（11）
- 売れっ子タレント - 人見早苗 (12）
- 田村ケイ - 松永京子（13,14）
- 院長 - 浜田晃（13,14）
- ライドベンダー隊隊員 - 藤田慧（13,14）
- 野村医師 - 田宮五郎（13,14）
- 村山医師 - 後藤公太（13,14）
- 山口医師 - 犬飼若博（13,14）
- 看護師 - 木立美鳥、福田らん、小谷早弥花（13,14）
- 白鳥梨恵 - 岡野真也（17,18）
- 橋本勝 - 高橋光臣（17,18）
- 店主 - 棚橋ナッツ（17,23）
- 島田ミホ - 半田杏（17,18）
- 副師範 - 松村良太（17）
- 花嫁 - 宮本京佳（18）
- 奥村安二 - 六角慎司（19,20）
- 山金トイチ - 土平ドンペイ（19,20）
- 神林進 - 伊嵜充則（21,22）
- 神林隆 - 中西龍雅（21,22）
- 神林恵美 - 建みさと（21,22）
- 黒崎喜一郎[266] - 加納健次（22）[注釈 37]
- 佐倉優美 - 英玲奈（23,24）
- 佐倉麗 - 水谷妃里（23,24）
- 岡村一樹 - 福井博章（25,26）
- 武田直之 - 夛留見啓助（25,26）
- 東恭子 - 山口あゆみ（25）
- 川田 - 長谷部恵介（25）
- 少年時代の真木 - 渡辺隼斗（26,29,30）
- 真木仁美 - 甲斐まり恵（26[267],29,30）
- 千堂院 - 村杉蝉之介（27,28）
- バイク乗りの女性[268][269][注釈 38] - 森下千里、千秋（27）
- 撮影現場に現れた女性[270][注釈 38] - 若槻千夏（28）
- ショッカー戦闘員（骨）型ヤミー[271][注釈 38] - 近藤春菜、箕輪はるか（ハリセンボン / 28）
- 劇中劇ナレーション - 小林清志（28）
- 坂田浩介 - 坂東巳之助（31,32）
- 三原鈴香 - 緑友利恵（31）
- ブロンズ金融社長 - 西山浩司（31）
- 藤田医師 - 窪寺昭（32,37）
- 北村雄一 - 中山卓也（33,34）
- 杉浦祥子 - 竹本彩（35,36）
- 沢口健太郎 - 影丸茂樹（35）
- 路端ライオン[272] - つよしとあやの（35）[注釈 37]
- 杉浦彰夫[273] - 岩寺真志（35）[注釈 37]
- ショー司会の声 - 河内孝博（35）
- 下田権造 - 春海四方（39,40）
- 下田智子 - つみきみほ（39,40）
- 草田 - 剛州（43）
- 歌星賢吾 - 高橋龍輝（特別出演 / 48）[注釈 39]
- 城島ユウキ - 清水富美加（特別出演 / 48）[注釈 39]

### スーツアクター
- 仮面ライダーオーズ[274] - 高岩成二
- 仮面ライダーバース[出典 1]、仮面ライダーバース・プロトタイプ[278]、アンク（腕）[275][274][244] - 永徳
- 仮面ライダーバース・プロトタイプ（伊達明装着時）[出典 2] - 押川善文
- OPアンクダンス - 足立夏海
- ウヴァ[276]、シャチパンダヤミー[279]、ヤミー[276] - 岡田和也
- カザリ[出典 3]、ヤミー[279][281] - 渡辺淳
- ガメル[276][283]、アンク（ロスト）[283]、軍鶏ヤミー[279]、ヤミー[276] - 高田将司
- メズール[284]、アンク（腕・代役）[277][285]、里中エリカ（吹き替え）[286] - 藤田慧
- シャムネコヤミー - 内川仁朗[284]
- ヤミー - 金田進一[287]
- 恐竜グリード[279]、映司グリード[288]、ヤミー[289]、白ヤミー[289]、屑ヤミー[289] - 藤井祐伍

## スタッフ
チーフプロデューサーは『仮面ライダーキバ』の武部直美、メインライターは『仮面ライダー電王』の小林靖子、サブライターは『仮面ライダーディケイド』の米村正二が再登板となるほか、少年社中で活動する毛利亘宏がゲストライターとしてシリーズに初参加した。この他、主要スタッフのほとんどがシリーズ初参加だった『W』とは打って変わり、音楽の中川幸太郎や、クリーチャーデザインの出渕裕、篠原保なども含め、本作品ではシリーズを支えてきたスタッフたちで固められている。
オープニングの撮影には、当時正式発表されたばかりのARRI製デジタルシネマカメラ「アレクサ」が使われている。本編での投入は、平成仮面ライダーシリーズ第14作『仮面ライダーウィザード』からとなる。
- 原作 - 石ノ森章太郎（石森章太郎プロ）
- 連載 - テレビマガジン、てれびくん、幼稚園、めばえ、たのしい幼稚園、おともだち、コロコロイチバン!
- 脚本 - 小林靖子、米村正二、毛利亘宏
- スーパーバイザー - 小野寺章（石森プロ）
- プロデュース - 本井健吾（テレビ朝日）、武部直美、高橋一浩
- 音楽 - 中川幸太郎
- 撮影 - 松村文雄、倉田幸治、いのくままさお、小林元
- 照明 - 斗沢秀、西田文彦、佐々木康雄
- 美術 - 大嶋修一
- 美術助手 - 佐野博美
- 助監督 - 伊藤良一、山口恭平、住松拓三、上堀内佳寿也、塩川純平、杉原輝昭、三嶋達朗、吉野昌秀、三好勲、苗代拓史、原田拓明、柏木宏紀 ほか
- 編集 - 長田直樹
- プロデューサー補 - 石川啓
- クリーチャーデザイン - 出渕裕[注釈 40]、篠原保[注釈 41]
- キャラクターデザイン - 早瀬マサト[注釈 42]、阿部統[注釈 43]、高木義弘[注釈 44]
- 造型 - ブレンドマスター
- CG制作 - 特撮研究所
- 技術協力 - 東映デジタルセンター、アップサイド、KYORITZ、nac、ALEXA
- 特撮監督 - 佛田洋
- アクション監督 - 宮崎剛（ジャパンアクションエンタープライズ）
- 監督 - 田﨑竜太、柴﨑貴行、金田治、諸田敏、石田秀範、舞原賢三
- 制作 - テレビ朝日、東映、ADK

## 音楽
主題歌「Anything Goes!」
作詞 - 藤林聖子 / 作曲 - Tatsuo / 編曲 - Tatsuo・中川幸太郎 / 歌 - 大黒摩季
オープニング冒頭でのコンボ形態の映像が各話によって変化しているほか、サビに入る前の部分でその回のワンシーンがピックアップされている。
サビ直前に渡部による「変身!」という掛け声が入る（CD版ではこの掛け声は入らない）。
最終回はオープニングがなく、エンディングとして使用される。

挿入歌
挿入歌が実質のエンディングテーマとなっており、以下のテーマ曲（「レッツゴー!! ライダーキック」・「WIND WAVE」を除く）が主に戦闘シーン時に流れている。
なお、各コンボの戦闘テーマ曲のタイトルは対応するコンボ名のもじりとなっている（一部除く）。歌詞カードには表記されていないが曲中のタイトルの詞部分は一箇所だけテーマのコンボ名に変えられている。また、テンポやコード進行が統一されているため、それぞれの曲のAメロ・Bメロ・サビを他の曲と入れ替えても（アレンジなどの違いによる若干の違和感を除けば）繋がって聞こえるようになっており、これによって亜種形態にも対応できるという。2011年7月27日発売の「仮面ライダーオーズ Full Combo Collection」には、それを利用し各曲をメドレー形式に編集した「OOO Combo Change Medley」が収録されている。
「Regret nothing 〜Tighten Up〜」（5・7・13）
作詞 - 藤林聖子 / 作曲・編曲 - 鳴瀬シュウヘイ / 歌 - 火野映司（C.V.渡部秀）
仮面ライダーオーズ タトバ コンボのテーマソング。
元々は「どの形態でも使える曲を」という発注により作られた曲だが、完成後にタトバ コンボのテーマソングとして位置付けられ、タイトルの「～Tighten Up～」もその際に追加されたという。
「Got to keep it real」（6・16）
作詞 - 藤林聖子 / 作曲・編曲 - 鳴瀬シュウヘイ / 歌 - 火野映司（C.V.渡部秀）
仮面ライダーオーズ ガタキリバ コンボのテーマソング。
「Ride on Right time」（9・10・15・40・42・45）
作詞 - 藤林聖子 / 作曲・編曲 - 鳴瀬シュウヘイ / 歌 - 火野映司（C.V.渡部秀）
仮面ライダーオーズ ラトラーター コンボのテーマソング。
ラップ部分は緋村剛が歌っている。
「Sun goes up」（12）
作詞 - 藤林聖子 / 作曲・編曲 - 鳴瀬シュウヘイ / 歌 - 火野映司（C.V.渡部秀）
仮面ライダーオーズ サゴーゾ コンボのテーマソング。
「Shout out」
作詞 - 藤林聖子 / 作曲・編曲 - 鳴瀬シュウヘイ / 歌 - 火野映司 (C.V.渡部秀)
仮面ライダーオーズ シャウタ コンボのテーマソング。
各コンボの戦闘テーマとしては唯一テレビシリーズでは使用されず、後述の『MOVIE大戦MEGA MAX』にて初使用された。
「Time judged all」（20・22・23・25・28・48）
作詞 - 藤林聖子 / 作曲・編曲 - 鳴瀬シュウヘイ / 歌 - 火野映司×アンク（C.V.渡部秀・三浦涼介）
仮面ライダーオーズ タジャドル コンボのテーマソング。
「レッツゴー!! ライダーキック」（27）
作詞 - 石森章太郎 / 作曲・編曲 - 菊池俊輔 / 歌 - 藤浩一、メール・ハーモニー
初代『仮面ライダー』のオープニングテーマ。
鴻上が自身の制作する映画の趣旨を説明する際のBGMとして使用されている。
「WIND WAVE」（35）
作詞 - つよし / 作曲 -  あやの / 編曲・歌 - つよしとあやの
つよしとあやのが演じるストリートミュージシャン「路端ライオン」の持ち歌として、弾き語りの形で使用。
元々は前作『仮面ライダーW』と連動したインターネットラジオ「WIND WAVE」の番組「向かい風 一本勝負!!」の企画で作られたものだが、映像作品においては本作品が初使用となる。
ノンクレジット。
「POWER to TEARER」（36・44）
作詞 - 藤林聖子 / 作曲・編曲 - 鳴瀬シュウヘイ / 歌 - 火野映司×串田アキラ（C.V.渡部秀・串田アキラ）
仮面ライダーオーズ プトティラ コンボのテーマソング。
「Reverse/Re:birth」（38・46・47）
作詞：藤林聖子 / 作曲・編曲：Tatsuo(everset) / 歌：伊達明&後藤慎太郎（C.V.岩永洋昭&君嶋麻耶）
仮面ライダーバースのテーマソング。
「Anything Goes! "Ballad"」（48）
作詞 - 藤林聖子 / 作曲 - Tatsuo / 編曲 - 中川幸太郎・五十嵐“IGAO”淳一 / 歌 - 大黒摩季
オープニングテーマのバラードアレンジ。
挿入歌だが公式で本作品のエンディングテーマとして紹介されている。

### 関連CD
主題歌CDは「Anything Goes!」を、挿入歌アルバムは「仮面ライダーオーズ Full Combo Collection」を参照。
仮面ライダーオーズ オリジナルサウンドトラック
2010年11月17日リリース。BGM50曲と主題歌TVサイズを収録。
Regret nothing 〜Tighten Up〜
2010年12月1日リリース。
Got to keep it real
2011年1月26日リリース。
Ride on Right time
2011年1月26日リリース。
仮面ライダーオーズ オリジナルサウンドトラック2
2011年6月22日リリース。BGM30曲を収録。
Reverse/Re:birth
2011年7月27日リリース。CDとCD＋DVDの2種発売。
仮面ライダーオーズ Special CD-BOX
2011年9月28日リリース。CD6枚とDVD1枚の7枚組。

## 放送日程
スーパーヒーロータイム枠でのデータ放送は、『キバ』から前作『W』および、同時期の「スーパー戦隊シリーズ」の2番組による同じ内容、いわゆる番組視聴による出席簿方式を実施していたが、本作品以降は番組連動データ放送を実施している（『天装戦隊ゴセイジャー』は最終回までこの方式を継続）。
サブタイトルは全編通して「○○と××と△△」といったフォーマットで統一され、各話に登場する事柄を含んだものとなっている。また本作品では全エピソードが完全に2話完結方式として構成されており、各エピソードの後編にあたる偶数話の冒頭では、前話のおさらいを3つに纏めて説明している。各話のAパート冒頭ならびにBパート終了時には、その時点でオーズが所持しているメダルが画面周辺に表示される。
| 放送日         | 放送回 | サブタイトル                        | 登場怪人                                                                              | 脚本     | 監督     |
| -------------- | ------ | ----------------------------------- | ------------------------------------------------------------------------------------- | -------- | -------- |
| 2010年09月05日 | 1      | メダルとパンツと謎の腕              | - カマキリヤミー（声 - 前野智昭）                                                     | 小林靖子 | 田﨑竜太 |
| 9月12日        | 2      | 欲望とアイスとプレゼント            | - オトシブミヤミー                                                                    | 小林靖子 | 田﨑竜太 |
| 9月19日        | 3      | ネコと進化と食いしん坊              | - ネコヤミー（声 - 勇吹輝）                                                           | 小林靖子 | 柴﨑貴行 |
| 9月26日        | 4      | 疑いと写メと救いの手                | - ネコヤミー（声 - 勇吹輝）                                                           | 小林靖子 | 柴﨑貴行 |
| 10月03日       | 5      | 追いかけっこと巣とセレブ            | ―                                                                                     | 小林靖子 | 金田治   |
| 10月10日       | 6      | お洋服と契約と最強コンボ            | - ピラニアヤミー                                                                      | 小林靖子 | 金田治   |
| 10月17日       | 7      | ダメ亭主と罠と大当たり              | - バイソンヤミー                                                                      | 小林靖子 | 諸田敏   |
| 10月24日       | 8      | サボリと無欲と休憩中                | - バイソンヤミー                                                                      | 小林靖子 | 諸田敏   |
| 10月31日       | 9      | ずぶぬれと過去と灼熱コンボ          | - サメヤミー                                                                          | 小林靖子 | 柴﨑貴行 |
| 11月14日       | 10     | 拳と実験と超バイク                  | - サメヤミー                                                                          | 小林靖子 | 柴﨑貴行 |
| 11月21日       | 11     | 旅人とアゲハ蝶と有名人              | - アゲハヤミー（声 - 細谷佳正）                                                       | 米村正二 | 金田治   |
| 11月28日       | 12     | ウナギと世界と重力コンボ            | - アゲハヤミー（声 - 細谷佳正）                                                       | 米村正二 | 金田治   |
| 12月05日       | 13     | シャム猫とストレスと天才外科医      | - シャムネコヤミー（声 - 吉岡さくら） - ピラニアヤミー（14話）                        | 小林靖子 | 石田秀範 |
| 12月12日       | 14     | プライドと手術と秘密                | - シャムネコヤミー（声 - 吉岡さくら） - ピラニアヤミー（14話）                        | 小林靖子 | 石田秀範 |
| 12月19日       | 15     | メダル争奪と輸送車と器              | - リクガメヤミー                                                                      | 小林靖子 | 諸田敏   |
| 12月26日       | 16     | 終末とグリードと新ライダー          | - 巨大グリード暴走態                                                                  | 小林靖子 | 諸田敏   |
| 2011年01月09日 | 17     | 剣道少女とおでんと分離ヤミー        | - カブトヤミー（声 - 三宅健太）（17話） - クワガタヤミー（声 - 檜山修之）             | 小林靖子 | 柴﨑貴行 |
| 1月16日        | 18     | 破壊と理由とウナギムチ              | - カブトヤミー（声 - 三宅健太）（17話） - クワガタヤミー（声 - 檜山修之）             | 小林靖子 | 柴﨑貴行 |
| 1月23日        | 19     | 赤いメダルと刑事と裏切り            | - ライオンクラゲヤミー（声 - 土平ドンペイ） - クラゲヤミー                            | 小林靖子 | 石田秀範 |
| 1月30日        | 20     | 囮と資格と炎のコンボ                | - ライオンクラゲヤミー（声 - 土平ドンペイ） - クラゲヤミー                            | 小林靖子 | 石田秀範 |
| 2月06日        | 21     | バッタと親子と正義の味方            | - バッタヤミー（声 - 遠藤大輔）                                                       | 毛利亘宏 | 田﨑竜太 |
| 2月13日        | 22     | チョコと信念と正義の力              | - バッタヤミー（声 - 遠藤大輔）                                                       | 毛利亘宏 | 田﨑竜太 |
| 2月20日        | 23     | キレイと卵と眠る欲望                | - エイヤミー - エイサイヤミー（声 - 鳥海浩輔） - イトマキエイヤミー（24話）           | 小林靖子 | 諸田敏   |
| 2月27日        | 24     | 思い出と恋と海のコンボ              | - エイヤミー - エイサイヤミー（声 - 鳥海浩輔） - イトマキエイヤミー（24話）           | 小林靖子 | 諸田敏   |
| 3月06日        | 25     | ボクサーと左手と鳥ヤミー            | - オウムヤミー（青）（声 - 坪井智浩）                                                 | 小林靖子 | 柴﨑貴行 |
| 3月20日        | 26     | アンクとリングと全部のせ            | - オウムヤミー（青）（声 - 坪井智浩）                                                 | 小林靖子 | 柴﨑貴行 |
| 3月27日        | 27     | 1000と映画と戦闘員                  | - オウムヤミー（赤）（声 - 坪井智浩）（27話） - イカジャガーヤミー（声 - 銀河万丈）   | 米村正二 | 石田秀範 |
| 4月03日        | 28     | 1000と仮面ライダーと誕生日          | - オウムヤミー（赤）（声 - 坪井智浩）（27話） - イカジャガーヤミー（声 - 銀河万丈）   | 米村正二 | 石田秀範 |
| 4月10日        | 29     | 姉と博士とアンクの真実              | - シャチパンダヤミー                                                                  | 小林靖子 | 田﨑竜太 |
| 4月17日        | 30     | 王とパンダと炎の記憶                | - シャチパンダヤミー                                                                  | 小林靖子 | 田﨑竜太 |
| 4月24日        | 31     | 恩返しとたくらみと紫のメダル        | - クロアゲハヤミー（声 - 羽飼まり）                                                   | 小林靖子 | 諸田敏   |
| 5月01日        | 32     | 新グリードと空白と無敵のコンボ      | - プテラノドンヤミー（♂）（声 - 神奈延年） - プテラノドンヤミー（♀）（声 - 鶴ひろみ） | 小林靖子 | 諸田敏   |
| 5月08日        | 33     | 友情と暴走と残されたベルト          | - プテラノドンヤミー（♂）（声 - 神奈延年）（33話） - フクロウヤミー                   | 毛利亘宏 | 石田秀範 |
| 5月15日        | 34     | 親友と利用とその関係                | - プテラノドンヤミー（♂）（声 - 神奈延年）（33話） - フクロウヤミー                   | 毛利亘宏 | 石田秀範 |
| 5月22日        | 35     | 夢と兄とバースの秘密                | - ユニコーンヤミー（声 - 松本大）                                                     | 毛利亘宏 | 田﨑竜太 |
| 5月29日        | 36     | 壊れた夢と身体とグリード復活        | - ユニコーンヤミー（声 - 松本大）                                                     | 毛利亘宏 | 田﨑竜太 |
| 6月05日        | 37     | 眠りと1億とバース転職               | - ウニアルマジロヤミー（声 - 伊丸岡篤）                                               | 小林靖子 | 諸田敏   |
| 6月12日        | 38     | 事情と別れと涙のバース              | ―                                                                                     | 小林靖子 | 諸田敏   |
| 6月26日        | 39     | 悪夢と監視カメラとアンクの逆襲      | - 軍鶏ヤミー（声 - 髙階俊嗣）                                                         | 小林靖子 | 石田秀範 |
| 7月03日        | 40     | 支配と誕生会と消えるアンク          | - 軍鶏ヤミー（声 - 髙階俊嗣）                                                         | 小林靖子 | 石田秀範 |
| 7月10日        | 41     | 兄妹と救出と映司去る                | - アンキロサウルスヤミー（声 - 桐井大介）                                             | 小林靖子 | 舞原賢三 |
| 7月17日        | 42     | 氷とグリード化と砕けた翼            | - アンキロサウルスヤミー（声 - 桐井大介）                                             | 小林靖子 | 舞原賢三 |
| 7月24日        | 43     | ハゲタカと対立とアンクリターンズ    | - ハゲタカヤミー（声：勇吹輝）                                                        | 小林靖子 | 柴﨑貴行 |
| 7月31日        | 44     | 全員集合と完全復活と君の欲          | ―                                                                                     | 小林靖子 | 柴﨑貴行 |
| 8月07日        | 45     | 奇襲とプロトバースと愛の欲望        | ―                                                                                     | 小林靖子 | 諸田敏   |
| 8月14日        | 46     | 映司グリードとWバースとアンクの欲望 | ―                                                                                     | 小林靖子 | 諸田敏   |
| 8月21日        | 47     | 赤いヒビと満足と映司の器            | ―                                                                                     | 小林靖子 | 田﨑竜太 |
| 8月28日        | 48     | 明日のメダルとパンツと掴む腕        | - メダルの器 暴走形態                                                                 | 小林靖子 | 田﨑竜太 |

### 1000回記念
2011年4月3日放送の第28話において、1971年4月3日放送の『仮面ライダー』第1話から数えて仮面ライダーシリーズの放送話数が通算1,000回を迎えた。これを記念し、特別編として放送された第27話・第28話の前後編は、作中人物が1,000回到達を祝福するメタフィクション的な内容となっている。また、1,000回にちなんで森下千里、千秋、若槻千夏、ハリセンボンら女性タレントたちがカメオ出演した。放送当日は、番組枠内で仮面ライダー40周年の記念CMも流れた。
同時に仮面ライダーシリーズ生誕40周年を迎え、2011年4月1日には「40周年記念作品」として『オーズ・電王・オールライダー レッツゴー仮面ライダー』が公開された。
本来は第28話ラストの鴻上の台詞にもある通り、1,000回記念放送を経て『レッツゴー仮面ライダー』公開となる予定であったが、後述の放送順延に伴い順序が入れ替わることになり、結果として『仮面ライダー』の初回放送日と重なる形となった。

### CS放送・ネット配信
CS放送
- 東映チャンネル…2014年7月 - 2015年1月、2016年7月 - 12月（いずれも「石ノ森章太郎劇場」枠）
- テレ朝チャンネル1…2019年4月 - 2020年3月
- ファミリー劇場…2020年8月 - 2021年2月

ネット配信
- 東映特撮ニコニコおふぃしゃる…2017年6月18日 - 2018年5月13日
- 東映特撮YouTube Official…2019年5月22日 - 11月13日、2020年9月5日 - 9月6日、2022年10月1日 - 2023年3月11日
  - 前者についてはテレビシリーズ全話に加え、「ファイナルエピソード ディレクターズカット版」の配信も2019年11月6日から11月13日に実施。後者は放送開始10周年記念、ならびに『仮面ライダーセイバー』放送開始記念としての配信であり、テレビシリーズ全話を『無の欲望篇』（第1話 - 第20話）、『空（カラ）の欲望篇』（第21話 - 第34話）、『火の欲望篇』（第35話 - 最終話）の3部構成として、放送開始日と同日である9月5日の8時から9月6日の4時までの約20時間にわたってプレミア公開し、同年9月12日まで公開。この一挙配信に合わせ、火野映司役の渡部、アンク役の三浦、泉比奈役の高田、鴻上光生役の宇梶による10周年記念メッセージも公開された。

## 他媒体展開
特記のない限り、いずれの作品にも仮面ライダーオーズが登場。

### 他テレビシリーズ
『仮面ライダーW』
作中に登場した財団Xの携帯端末にオーメダルの情報が表示された。
『仮面ライダーウィザード』
第52・53話に仮面ライダーオーズとヤミーが登場。
『仮面ライダージオウ』
仮面ライダーオーズが2068年の世界に歴代平成仮面ライダーの銅像のひとつとして登場。
EP09・EP10に火野映司と泉比奈が登場。他に屑ヤミーも登場する。EP29に仮面ライダーバース、EP47からLAST（最終回）にヤミー、LASTに仮面ライダーオーズ タジャドル コンボが登場。

### 映画
『仮面ライダーW FOREVER AtoZ/運命のガイアメモリ』（2010年8月7日公開）
『仮面ライダーW』の単独作品。火野映司 / 仮面ライダーオーズが先行登場。
『仮面ライダー×仮面ライダー オーズ&ダブル feat.スカル MOVIE大戦CORE』（2010年12月18日公開）
本作品と『仮面ライダーW』のクロスオーバー作品。
『オーズ・電王・オールライダー レッツゴー仮面ライダー』（2011年4月1日公開）
本作品と『仮面ライダー電王』をメインとしたクロスオーバー作品。
『劇場版 仮面ライダーオーズ WONDERFUL 将軍と21のコアメダル』（2011年8月6日公開）
本作品の単独作品。テレビシリーズ（本放映時）第43話から第47話までのOPと提供画面にて、同作品の映像が使用された。
『仮面ライダー×仮面ライダー フォーゼ&オーズ MOVIE大戦MEGA MAX』（2011年12月10日公開）
『仮面ライダーフォーゼ』と本作品をメインとしたクロスオーバー作品。
スーパーヒーロー大戦シリーズ
いずれも仮面ライダーシリーズとスーパー戦隊シリーズのクロスオーバー作品。
『仮面ライダー×スーパー戦隊 スーパーヒーロー大戦』（2012年4月21日公開）
仮面ライダーシリーズとスーパー戦隊シリーズのクロスオーバー作品。火野映司 / 仮面ライダーオーズ、泉比奈、仮面ライダーバース、仮面ライダーバース・プロトタイプ、ヤミーが登場。
『仮面ライダー×スーパー戦隊×宇宙刑事 スーパーヒーロー大戦Z』（2013年4月27日公開）
先の2シリーズと宇宙刑事シリーズのクロスオーバー作品。
『平成ライダー対昭和ライダー 仮面ライダー大戦 feat.スーパー戦隊』（2014年3月29日公開）
平成仮面ライダーシリーズ15作記念作品。
『スーパーヒーロー大戦GP 仮面ライダー3号』（2015年3月21日公開）
『仮面ライダー×スーパー戦隊 超スーパーヒーロー大戦』（2017年3月25日公開）
仮面ライダーオーズ（シャウタコンボ）が登場。
『仮面ライダー×仮面ライダー ウィザード&フォーゼ MOVIE大戦アルティメイタム』（2012年12月8日公開）
『仮面ライダーウィザード』と『仮面ライダーフォーゼ』のクロスオーバー作品。火野映司 / 仮面ライダーオーズ、仮面ライダーバース、ヤミーが登場。
『仮面ライダー×仮面ライダー 鎧武&ウィザード 天下分け目の戦国MOVIE大合戦』（2013年12月14日公開）
『仮面ライダー鎧武/ガイム』と『仮面ライダーウィザード』のクロスオーバー作品。作中の平行世界の住民として武神オーズが登場。
『仮面ライダー平成ジェネレーションズ FINAL ビルド&エグゼイドwithレジェンドライダー』（2017年12月9日公開）
『仮面ライダーエグゼイド』と『仮面ライダービルド』のクロスオーバー作品。火野映司 / 仮面ライダーオーズ、アンク、その他グリードが登場。本作品の映像が一部使用されている。
『劇場版 仮面ライダービルド Be The One』（2018年8月4日公開）
『仮面ライダービルド』の単独作品。エピローグにオーズの他、ウヴァ、カザリ、メズール、ガメルの各怪人態が登場。
『平成仮面ライダー20作記念 仮面ライダー平成ジェネレーションズ FOREVER』（2018年12月22日公開）
『仮面ライダージオウ』と『仮面ライダービルド』をメインとしたクロスオーバー作品。仮面ライダーオーズ、ヤミーが登場。
『劇場版 仮面ライダージオウ Over Quartzer』（2019年7月26日公開）
『仮面ライダージオウ』の単独作品。
『セイバー+ゼンカイジャー スーパーヒーロー戦記』（2021年7月22日公開）
仮面ライダー50周年×スーパー戦隊45作品記念作品。仮面ライダーオーズと鴻上光生が登場。
『仮面ライダーガッチャード ザ・フューチャー・デイブレイク』（2024年7月26日公開）
『仮面ライダーガッチャード』の単独作品。仮面ライダーオーズが登場。

### ネットムービー
『ネット版 オーズ・電王・オールライダー レッツゴー仮面ライダー 〜ガチで探せ！君だけのライダー48〜』
『ネット版 仮面ライダーオーズ ALL STARS 21の主役とコアメダル』
『ネット版 仮面ライダー×スーパー戦隊 スーパーヒーロー大変 〜犯人はダレだ?!〜』

### オリジナルDVD
『仮面ライダーオーズ 超バトルDVD クイズとダンスとタカガルバ』
スタッフ
- 監督 - 山口恭平
- 脚本 - 米村正二
- 制作・発行 - 小学館

作中にて提示される選択肢のいずれかを選びながら進むアドベンチャー形式のDVD。映司・アンク・比奈のほか、バイソンヤミーとシャチパンダヤミーが登場。
カンガルーメダルを用いた亜種としてタカガルバとタカトラガルが登場するほか、同作品のみの亜種としてタカトラゾが登場する。

### Vシネクスト
『仮面ライダージオウ NEXT TIME ゲイツ、マジェスティ』（2020年4月22日発売）
『仮面ライダージオウ』のVシネクスト作品。伊達明 / 仮面ライダーバース、仮面ライダーオーズ プトティラコンボ、恐竜グリードが登場。
『仮面ライダーオーズ 10th 復活のコアメダル』（2022年8月24日発売）
本編最終回から10年後を描く物語。2021年11月5日、東京・東京ミッドタウン日比谷にて行われた「第34回東京国際映画祭」にて公開が発表された。2022年3月12日に期間限定で上映された後、同年8月24日にBlu-ray / DVDが発売された。
前日譚としてネットムービー『ネット版 仮面ライダーオーズ 復活のコアメダル・序章』、『ネット版 仮面ライダーオーズ バースX誕生・序章』がそれぞれ配信された。また、2022年夏には東映特撮ファンクラブにて『オーズ10th 仮面ライダーバース  バースX誕生秘話』が配信された

### ゲーム
全作品とも発売はバンダイナムコゲームス（バンダイレーベルとバンプレストレーベル、現：バンダイナムコエンターテインメント）。
『仮面ライダー クライマックスヒーローズ オーズ』
2010年12月2日発売、PlayStation Portable、Wii用ソフト。
「仮面ライダー クライマックスヒーローズシリーズ」第3弾。初の2機種での発売となる。
『オール仮面ライダー ライダージェネレーション』
2011年8月4日発売、ニンテンドーDS用ソフト。
プレイヤーキャラとしてオーズの他、バースも登場する。
『ロストヒーローズ』
2012年9月6日発売、ニンテンドー3DS、PlayStation Portable用ソフト。
コンパチヒーローシリーズ作品のうちの一つ。オーズがプレイヤーキャラとして、バースとアンクがアシストキャラとして登場。
『KAMEN RIDER memory of heroez』
2020年10月29日発売、PlayStation 4、Nintendo Switch用ソフト。
プレイヤーキャラとしてオーズとバース、敵キャラとしてグリードが登場する。キャラクターの声はゲームオリジナルの声優が起用されている。

### データカードダス
『仮面ライダーバトル ガンバライド（第2期）』
- 2010年9月16日稼動分より登場。弾数のナンバリングは3桁で1〜2桁目は英語読み、3桁目のみ日本語読み（例：ゼロゼロいちだん）。
- ベルトボタンの下にオーズドライバーを模した「オーメダルスキャナー」を搭載。スキャンによりオーズがコンボチェンジしたり、他ライダーの能力がアップする。また、オリジナルメダルとしてスキャンしたライダーがサポートアタックをする「ライダーメダル」が登場。

### 映像ソフト化
いずれも発売元は東映ビデオ。
- テレビシリーズを再編集した『ヒーロークラブ』のDVDが2010年12月3日と2011年1月21日に発売。全2巻。
- テレビシリーズのDVDとBDは共に全12巻の各巻4話収録で2011年2月21日より順次発売。仮面ライダーシリーズのテレビシリーズBDは初。また、47話「赤いヒビと満足と映司の器」と48話（最終話）「明日のメダルとパンツと掴む腕」に約8分の未公開シーンを加えて1本のストーリーとして再編集した『ファイナルエピソード ディレクターズカット版』が2012年2月21日に発売。テレビシリーズのディレクターズカット版の発売は『仮面ライダー電王』の特別版（最終3部作）以来となる。また、平成仮面ライダーシリーズのディレクターズカット版がBDで発売されるのは本作品が初である。

### 小説
『S.I.C. HERO SAGA』
月刊ホビージャパンで連載中のジオラマ小説。著：早瀬マサト。
「KAMEN RIDER OOO EDITON -OOZ-」
テレビシリーズならびに『レッツゴー仮面ライダー』の後日譚で、『将軍と21のコアメダル』の設定も引き継いでいる。2013年2月号から2014年1月号掲載。
あらすじ
映司は世界を放浪する旅の途中で動物が見たくなり、アメリカのブロンクス動物園を訪れたところをゲルショッカーグリードおよびデストロングリードとの連戦を強いられる。映司は1号に化けたショッカーグリードによってオーズドライバーを奪われた上にショッカーのアジトへと捕らわれてしまう。そして、人造グリードのコアメダルによってショッカーオーズに変身させられ、ショッカーグリードに意識を奪われてしまう。だが、結城丈二によってオーズドライバーから人造グリードのメダルを抜き取ったことで意識を取り戻す。
「KAMEN RIDER OOO EDITION －魔法使いの弟子-」
『仮面ライダーウィザード』とのクロスオーバー作品で、本作品より鴻上ファウンデーションの面々が、『フォーゼ&オーズ』より一部の登場人物が登場している。2014年10月号から2015年9月号掲載。
あらすじ
鴻上ファウンデーションの社長である鴻上は黒い魔宝石を面影堂に持ち込み、瞬平の欲望を見抜いて彼に指輪を作らせようとする。
「MASKED RIDER DECADE EDITION -オーズの世界-」
『仮面ライダーディケイド』とのクロスオーバー作品で、『仮面ライダー鎧武/ガイム』もゲスト出演する。テレビシリーズや各劇場作品とは異なる世界観を舞台としており、映司や比奈を始めとした主要人物たちが登場する。2015年12月号から2017年3月号掲載。
『小説 仮面ライダーオーズ』
- 著：毛利亘宏 ISBN 978-4-06-314862-6

講談社キャラクター文庫、2012年11月30日発売。下記の3部構成となっている。
「第一章：アンクの章」
800年前のグリードの誕生と王との確執、アンクの悩みを描いた作品。
「第二章：バースの章」
バースドライバーの装着者が伊達から後藤に引き継がれる前後を人格を持ったドライバーの目線でコメディタッチに語られる作品。
伊達よりも前に後藤がバースに変身していたと語られるなど、『オーズ&ダブル』の設定も一部引き継いだ描写が見られる。
「第三章：映司の章」
テレビシリーズの後日譚に相当する、旅を続けていた映司と運命に巻き込まれる女性アルフリードとのエピソード。
映司がコアメダルを一揃い所持しているなど、『フォーゼ&オーズ』の設定も一部引き継いだ描写が見られる。

### 本作キャラクターの他媒体での扱い
火野 映司（）
劇場版『将軍と21のコアメダル』
仮面ライダーバースにも変身している。
『フォーゼ&オーズ』
鴻上ファウンデーションに研究協力員として所属し、割れてしまったアンクのタカ・コアを元に戻す手掛かりを求めている。隕石群落下に伴うポセイドンの出現に伴い、日本に一時帰国する。空港で復活したアンクと再会し、アンクがポセイドンから奪取したコアメダルを提供され、オーズとしての復活を果たした。変身無しでの戦闘が増えており、より洗練された技を披露する。中でも回し蹴りを駆使した戦法を得意とし、迫りくる無数の屑ヤミーを蹴散らした。またパンツへの思い入れも相変わらずである。『フォーゼ編』の終盤にも登場し、共通の敵であるカンナギを追う者として弦太朗たちに共闘を申し出る。
『仮面ライダー×スーパー戦隊 スーパーヒーロー大戦』
シルバに苦戦するゴーカイジャーに6枚のヘッド部分のコアメダルを託し、レンジャーキーに変化するとともにゴーカイジャーをオーズのそれぞれメンバーの色に近い系統のコンボに豪快チェンジさせ、シルバ撃破に貢献した。
『仮面ライダー×仮面ライダー ウィザード&フォーゼ MOVIE大戦アルティメイタム』
如月弦太朗（仮面ライダーフォーゼ）の頼みでアクマイザーが復活させたグール数体に襲われたコヨミを助けに現れ、生身で蹴散らす。それにコヨミの手にあるプリーズリングが反応して別の場所で子供たちを守るために怪人軍団と戦っていた如月弦太朗と操真晴人（仮面ライダーウィザード）たちの元に映司を含む5体の幻影が現れ、4人の仮面ライダー（W、アクセル、オーズ、バース）を召喚する魔法のリングを子供たちに授けて加勢した。同作品の映司は『MOVIE大戦MEGA MAX』で変身能力を失っているという設定のためオーズへの変身シーンは無い。そのため、前述の通り魔法で召喚されアンダーワールドで戦う登場となった。
『仮面ライダー平成ジェネレーションズ FINAL ビルド&エグゼイドwithレジェンドライダー』
財団Xの目論みを察知し、永夢たちに協力し最上魁星のアジトに乗り込むが、財団Xが複製した鳥系コアメダル3枚から怪人の姿で復活したアンクに襲われる。偽物であっても、彼との思い出から戦うことを躊躇するが、持っていた割れたタカ・コアが身体に入ったことで本物のアンクが復活を遂げ、再び共に立ち向かう。事件解決後は再びタカ・コアに戻るアンクを見届け、「俺とお前がいる明日」での再会を誓った。
小説『S.I.C. HERO SAGA KAMEN RIDER OOO EDITION -OOZ-』
世界を放浪する旅の途中でアメリカのブロンクス動物園に立ち寄ったことがきっかけでショッカーにつかまった挙句、人造グリードのコアメダルによってショッカーオーズに変身させられてしまう。その後、結城丈二によってオーズドライバーから人造グリードのメダルを抜き取り、我に返った。
『仮面ライダージオウ』
EP09・EP10にて登場しており、国会議員を務める一方、根本的な性格は変わらない。

アンク
『フォーゼ&オーズ』
テレビシリーズでの最終決戦を終えると同時に消滅してしまったものの、ポセイドンの出現に伴って復活し、帰国した映司と再会を果たす。その後、「オーズ編」終盤、未来（映司曰く、いつかの明日）で復活を遂げ、ポセイドンを追うために現代に来たことが判明した。
『仮面ライダー平成ジェネレーションズ FINAL ビルド&エグゼイドwithレジェンドライダー』
財団Xが複製した偽コアメダル3枚から出現した精巧なダミーとして映司に襲い掛かる。しかし、映司が持っていた割れたタカ・コアが反応し複製の体内に入ったことで、本物のアンクの意識が宿り復活を遂げ、映司たちに再び協力した。事件解決後は複製のコアメダルが消滅したことでアンク自身も消滅、再び割れたタカ・コアに戻った。
小説『S.I.C. HERO SAGA KAMEN RIDER OOO EDITION -OOZ-』
映司たちのもとに突然現れる。ライダーマンに憑りついた際には「赤いカセットアーム」と形容された。テレビシリーズ最終盤のようにタカ・コアにはヒビが入っている。
Mアンク
『オーズ・電王・オールライダー レッツゴー仮面ライダー』でデンライナーの爆発に巻き込まれ左腕だけになったモモタロスに憑依された状態。他のモモタロスに憑依された人間と同じく赤いメッシュが入った逆立った髪と赤い瞳を持ち、さらに右腕がアンク、左腕がモモタロスになっている。信吾の身体の主導権はモモタロスのものになっており、この状態ではアンクは右腕のみしか動かせない。比奈やミツルたちを逃すためにショッカーの怪人や戦闘員軍団相手に奮闘するも敵わず捕らえられてしまい公開処刑されかけるも、処刑場に駆けつけたミツルや仮面ライダー1号と2号に助けられる。その後モモタロスはアンクの身体を離れ歴史修復の後に全身復活した。

泉 比奈（）
『フォーゼ&オーズ』
映司のことを心配しており、アンク復活の方法が早く見つかることを願っている。
小説『S.I.C. HERO SAGA MASKED RIDER DECADE EDITION -オーズの世界-』
本人のほかにも、鳴滝が扮した偽物が登場している。

鴻上 光生（）
『フォーゼ&オーズ』
映司の協力による研究成果を流用し、新たなるコアメダル開発を目指している。自分が開発しようとしていたコアメダルの力を持つポセイドンの襲来に伴い、未来の自分がコアメダル完成に失敗したと悟り、事態の収拾に動く。40年後の未来でも、白髪の老人となりながらも若かりしころのテンションはそのままに相変わらず我が道を往っている様子で、新たなコアメダルやその制御システムであるポセイドンドライバーの開発に成功し、アクアの力を使いこなせず葛藤するミハルにドライバーとメダルを授けている。
小説『S.I.C. HERO SAGA KAMEN RIDER WIZARD EDITION -魔法使いの弟子-』
鴻上ファウンデーションの社長。面影堂への依頼人として登場。

里中 エリカ（）
小説『S.I.C. HERO SAGA KAMEN RIDER WIZARD EDITION -魔法使いの弟子-』
正体不明の仮面ライダーウィザードが暴れている現場に、バースに変身して急行している。
後藤 慎太郎（）
『フォーゼ&オーズ』
隕石群落下に伴うポセイドンの出現に伴い、映司や伊達と共に招集をかけられ、バース装着員として一時復帰する。

伊達 明（）
『フォーゼ&オーズ』
隕石群落下に伴うポセイドンの出現に伴い、映司や後藤と共に招集をかけられる。
『戦国MOVIE大合戦』
彼にそっくりなノブナガが登場しており、演者も同じである。

クスクシエ
クスクシエとなる40年前は立花藤兵衛が経営し、少年仮面ライダー隊の本部でもあった「スナック・アミーゴ」だったことが『オーズ・電王・オールライダー レッツゴー仮面ライダー』で描写されている。
メダル
『フォーゼ&オーズ』の『オーズ編』で、ブラックホールに吸い込まれたコアメダルは40年後の未来に飛ばされ、その時代の仮面ライダーである湊ミハル（仮面ライダーポセイドン）の体内に取り込まれた。そのミハルが現代へとタイムスリップし、同じく未来から来たアンクがミハルの体内から一通り（恐竜系・爬虫類系を除く25枚）のコアメダルを奪取したことで、映司は再びオーズに変身することが可能になった。
『スーパーヒーロー大戦』では3枚1組のメダル6種（爬虫類系を除く）がそれぞれ6色のライダーキーとなり海賊戦隊ゴーカイジャーが各コンボに豪快チェンジした。
玩具として歴代ライダーのオーメダルや雑誌・映画オリジナルのコアメダルがあり、また『フォーゼ&オーズ』内では仮面ライダーX・仮面ライダーアマゾン・仮面ライダーストロンガーのメダルが登場している。
『仮面ライダーW』第47話に登場した財団Xのネオン・ウルスランドの持つ携帯端末にオーメダルの情報が記載されている。
仮面ライダーオーズ
ガタキリバ コンボ
『スーパーヒーロー大戦』ではゴーカイグリーンが豪快チェンジしている。
ラトラーター コンボ
『スーパーヒーロー大戦』ではゴーカイイエローが豪快チェンジしている。
サゴーゾ コンボ
『スーパーヒーロー大戦』ではゴーカイシルバーが豪快チェンジしている。
タジャドル コンボ
『スーパーヒーロー大戦』ではゴーカイレッドが豪快チェンジしている。
『MOVIE大戦CORE』に登場した際は、翼の表現がテレビシリーズとは異なり、宝塚歌劇団の衣装のごとく、クジャクの羽根がいっぱいに広がる演出となっている。これは特撮監督の佛田洋の「映画ということであえて派手に」という意向に基づく。
必殺技のプロミネンスドロップは『MOVIE大戦CORE』で使用した際は、まとう炎の色などがテレビシリーズと異なる。
シャウタ コンボ
『スーパーヒーロー大戦』ではゴーカイブルーが豪快チェンジしている。
プトティラ コンボ
『スーパーヒーロー大戦』ではゴーカイピンクが豪快チェンジしている。
『MOVIE大戦アルティメイタム』では、ディレクターズカット版の追加シーンでアクマイザーの装甲車を追撃する際に変身した。同作品に登場したオーズは魔法の力で精神世界アンダーワールドに召喚された存在である。
『仮面ライダーウィザード』特別編では魔宝石の中の世界でレジェンドライダーリングで召喚されたオーズが変身し、怪人軍団と戦った。

仮面ライダーバース
バース初登場となる劇場用作品『MOVIE大戦CORE』においては、最初はノブナガが変身し、次に後藤が変身した。また『21のコアメダル』においては、ガラにコアメダルを奪われてオーズに変身できない映司がバースに変身し、鵺ヤミーと戦った。
バース・デイ
『MOVIE大戦アルティメイタム』に登場している。
仮面ライダーバース・プロトタイプ
『MOVIE大戦MEGA MAX』にて試作型バースドライバーは大破したものの、続いて公開された『スーパーヒーロー大戦』では、後藤バースとともに伊達のバース・プロトタイプも登場している。

グリード
ウヴァ、カザリ、ガメル
『仮面ライダー×仮面ライダー フォーゼ&オーズ MOVIE大戦MEGA MAX』および『仮面ライダー平成ジェネレーションズ FINAL ビルド&エグゼイドwithレジェンドライダー』では、ダミー扱いで登場している。
メズール
『仮面ライダー×仮面ライダー フォーゼ&オーズ MOVIE大戦MEGA MAX』と 『仮面ライダー平成ジェネレーションズ FINAL ビルド&エグゼイドwithレジェンドライダー』ではダミー扱いで登場している。一方『仮面ライダー×スーパー戦隊 スーパーヒーロー大戦』では大ショッカーの幹部として登場している。
恐竜系グリード
設定が異なる『オーズ&ダブル』の『ノブナガの欲望』では、その系統となるギルというグリードが声のみで登場している。
恐竜グリード
『仮面ライダーゴースト 伝説！ ライダーの魂！』ではフレイに呼び出される形でゲスト出演を果たしている。
ヤミー
屑ヤミー
『フォーゼ&オーズ』の『オーズ編』にて、仮面ライダーポセイドンが生み出した他、オーメダルの運用技術を得た財団X側の個体も登場した。

### 他媒体に登場する仮面ライダーオーズ
タマシー コンボ
タカ・イマジン・ショッカーのメダルを使用して変身する特殊コンボ。
詳細はオーズ・電王・オールライダー レッツゴー仮面ライダー#仮面ライダーオーズ タマシーコンボを参照。
ブラカワニ コンボ
コブラ・カメ・ワニのメダルを使用して変身する爬虫類系コンボ。
詳細は劇場版 仮面ライダーオーズ WONDERFUL 将軍と21のコアメダル#仮面ライダーオーズ ブラカワニコンボを参照。
スーパータトバ コンボ
スーパータカ・スーパートラ・スーパーバッタのメダルを使用して変身するオーズの新たな最強形態。
詳細は仮面ライダー×仮面ライダー フォーゼ&オーズ MOVIE大戦MEGA MAX#仮面ライダーオーズ スーパータトバコンボを参照。
タカパンバ
タカ・パンダ・バッタのメダルを使用して変身する亜種形態。『仮面ライダーバトル ガンバライド』に登場。
タカガルバ・タカトラガル
タカ・カンガルー・バッタまたはタカ・トラ・カンガルーのメダルを使用して変身する亜種形態。『超バトルDVD クイズとダンスとタカガルバ』に登場。
複数の箇所の変身に対応しているのは、オーメダルの中でこのカンガルー・コアのみ。
タカガルバは強化外骨格ガンガングローブをはめた拳から繰り出すパンチ攻撃を得意とする。必殺技は跳びかかって両手パンチを決めるガンガンスマッシュ。
タカトラガルの脚にはバネ状のエネルギー増幅器官スパイラルシャンクが備わっており、多彩なキック技を放つ。必殺技はカンガルーの尻尾で体を支えて空中で横になり、連続キックを繰り出すカンガルーソバット。
- デザインを担当した阿部統は、オーラングサークルに描かれるカンガルーの紋章を、中段と下段のどちらにも当てはまるように作るのが難しかったと述べている。

タジャドル コンボエタニティ
タカエタニティ・クジャクエタニティ・コンドルエタニティのエタニティメダルを使用して変身するオーズの新たな最強形態。
詳細は仮面ライダーオーズ 10th 復活のコアメダル#仮面ライダーオーズ タジャドルコンボエタニティを参照。
古代王 仮面ライダーオーズ
800年前の王がタカ・トラ・バッタのメダルを使用して変身するオーズ。
詳細は仮面ライダーオーズ 10th 復活のコアメダル#古代王 仮面ライダーオーズを参照。
| 名称           | ヘッド   | アーム     | レッグ     | 身長   | 体重  | パンチ力 | キック力 | ジャンプ力 （ひと跳び） | 走力 （100 m） | 初出                                       |
| -------------- | -------- | ---------- | ---------- | ------ | ----- | -------- | -------- | ----------------------- | -------------- | ------------------------------------------ |
| タカトラゾ     | タカ     | トラ       | ゾウ       |        |       |          |          |                         |                | 『超バトルDVD クイズとダンスとタカガルバ』 |
| ガタトラーター | クワガタ | トラ       | チーター   | 204 cm | 89 kg | 4.5 t    | 9 t      | 85 m                    | 3.1秒          | 『将軍と21のコアメダル』                   |
| ガタトラゾ     | クワガタ | トラ       | ゾウ       |        |       |          |          |                         |                | 『特写写真集』に掲載                       |
| ガタトラドル   | クワガタ | トラ       | コンドル   | 204 cm | 88 kg | 4.5 t    | 15 t     | 125 m                   | 6.7秒          | 『MOVIE大戦MEGA MAX』                      |
| ガタゴリーター | クワガタ | ゴリラ     | チーター   | 204 cm | 88 kg | 8 t      | 9 t      | 105 m                   | 6.9秒          | 『MOVIE大戦MEGA MAX』                      |
| サトラーター   | サイ     | トラ       | チーター   |        |       |          |          |                         |                | 『超全集』に掲載                           |
| サウーター     | サイ     | ウナギ     | チーター   |        |       |          |          |                         |                | 『特写写真集』に掲載                       |
| シャキリドル   | シャチ   | カマキリ   | コンドル   |        |       |          |          |                         |                | 『特写写真集』に掲載                       |
| タカガルバ     | タカ     | カンガルー | バッタ     | 194 cm | 86 kg | 7.7 t    | 12 t     | 123 m                   | 4.7秒          | 『超バトルDVD クイズとダンスとタカガルバ』 |
| タカトラガル   | タカ     | トラ       | カンガルー | 194 cm | 86 kg | 4.5 t    | 17 t     | 97 m                    | 3.7秒          | 『超バトルDVD クイズとダンスとタカガルバ』 |

#### 未来のメダルで変身した仮面ライダーオーズ
『MOVIE大戦 MEGA MAX』の劇中では、テレビシリーズの40年後に鴻上ファウンデーションが新しい人造のコアメダルを開発したことが語られた。その設定をふくらませ、大人向け変身ベルト玩具『CSM オーズドライバーコンプリートセット』用に、仮面ライダーオーズの形態が新規にデザインされている。
未来のコアメダルはグリードを誕生させない工夫が施されており、コンボを形成するメダルでも同系色にはなっていないのが特徴である。
ビカソ コンボ
エビ・カニ・サソリのメダルを使用して変身する、節足動物の力を宿したコンボ。
両手はカニシザースと呼ばれる鋏になっており、両足の爪先サソリアンクルトゥからは敵の神経系を麻痺させる毒液を分泌する。必殺技は連続打撃を叩き込むビカソスプラッシュ。特殊技は、カニシザースで敵を挟み潰すクランピングクラッシュと、サソリレッグの膝にある鋏を使ったターンニーキックからハイキックへ繋ぐターニングスコーピオン。
3枚のコアメダルは『MOVIE大戦CORE』にて鎧武者怪人を誕生させた物と同じモチーフだが、色は異なる。仮面ライダーコアと共に消失した3枚のコアメダルを解析し、新たに作られたメダルである。
ムカチリ コンボ
ムカデ・ハチ・アリのメダルを使用して変身する、有毒生物の力を宿したコンボ。
必殺技はヒートアリキック。
サラミウオ コンボ
サメ・クジラ・オオカミウオのメダルを使用して変身する、海洋生物の力を宿したコンボ。
『MOVIE大戦 MEGA MAX』に登場した仮面ライダーポセイドンと同じメダルを用いているが、姿は異なる。
シガゼシ コンボ
シカ・ガゼル・ウシのメダルを使用して変身する、有角生物の力を宿したコンボ。
必殺技はシガゼシストンプ。
セイシロギン コンボ
セイウチ・シロクマ・ペンギンのメダルを使用して変身する、極地の生物の力を宿したコンボ。
必殺技はゴッカンブリザード。
タカヤドバ
タカ・ヤドカリ・バッタのメダルを使用して変身する亜種形態。
スペック（推定値）
| 名称                | 身長   | 体重   | パンチ力 | キック力 | ジャンプ力 （ひと跳び） | 走力 （100 m） |
| ------------------- | ------ | ------ | -------- | -------- | ----------------------- | -------------- |
| ビカソ コンボ       | 198 cm | 82 kg  | 5 t      | 7 t      | 100 m                   | 4.8秒          |
| ムカチリ コンボ     | 204 cm | 86 kg  | 6 t      | 8 t      | 75 m                    | 5.5秒          |
| サラミウオ コンボ   | 204 cm | 89 kg  | 3.5 t    | 7 t      | 45 m                    | 6.1秒          |
| シガゼシ コンボ     | 208 cm | 100 kg | 4.5 t    | 11 t     | 90 m                    | 4.5秒          |
| セイシロギン コンボ | 198 cm | 105 kg | 7.2 t    | 8 t      | 85 m                    | 5.6秒          |

### 他媒体に登場する仮面ライダーバース
仮面ライダーバースX
カニ・エビ・サソリの人造コアメダルを使用して変身するバースの形態。
詳細は仮面ライダーオーズ 10th 復活のコアメダル#仮面ライダーバースXを参照。

### 他媒体に登場するグリード
『MOVIE大戦CORE』ではオーズとプテラノドンヤミー（♂）の戦闘を傍観する立場にいた他、『将軍と21のコアメダル』では序盤にガラにコアメダルを奪われ、その後はガラを打倒するため、取り戻したコアメダルを映司に貸し出したりと、ウヴァ・カザリ・ガメル・メズールがまとまって行動している。
ショッカーグリード
ショッカーのコアメダルを核とするグリード。
詳細はオーズ・電王・オールライダー レッツゴー仮面ライダー#ショッカーを参照。
ムカチリ
ムカデメダル・ハチメダル・アリメダルのコアメダルを持つグリード。
詳細はKAMEN RIDER memory of heroez#オリジナルキャラクターを参照。
ゴーダ
ゴーダムカデメダル・ゴーダハチメダル・ゴーダアリメダルのコアメダルを持つ人造グリード。
詳細は仮面ライダーオーズ 10th 復活のコアメダル#登場キャラクターを参照。
なおグリード以外のコアメダル利用者としては、映画『仮面ライダー×仮面ライダー オーズ&ダブル feat.スカル MOVIE大戦CORE』の鎧武者怪人と仮面ライダーコア、映画『仮面ライダー×仮面ライダー フォーゼ&オーズ MOVIE大戦MEGA MAX』の仮面ライダーポセイドンと超銀河王があげられる。

## 反響
平成仮面ライダーシリーズ第9作『仮面ライダーキバ』放送時から稼働してきたデータカードダス「仮面ライダーバトル ガンバライド」が、本作品の放送開始と同時期に稼動開始する001弾よりオーメダルに対応。この連動を機にオーズは爆発的なヒットとなり、オーズの玩具関連商品（「DXオーズドライバー」や「オーメダルシリーズ」など）が入手困難となる事態となった。これ以降、ガンバライドは従来のカードダスに加えて玩具からもデータを読み込んで遊べるようになり、なりきり玩具とカードゲームの両面から商品展開が行われる。